# Services médicaux aériens

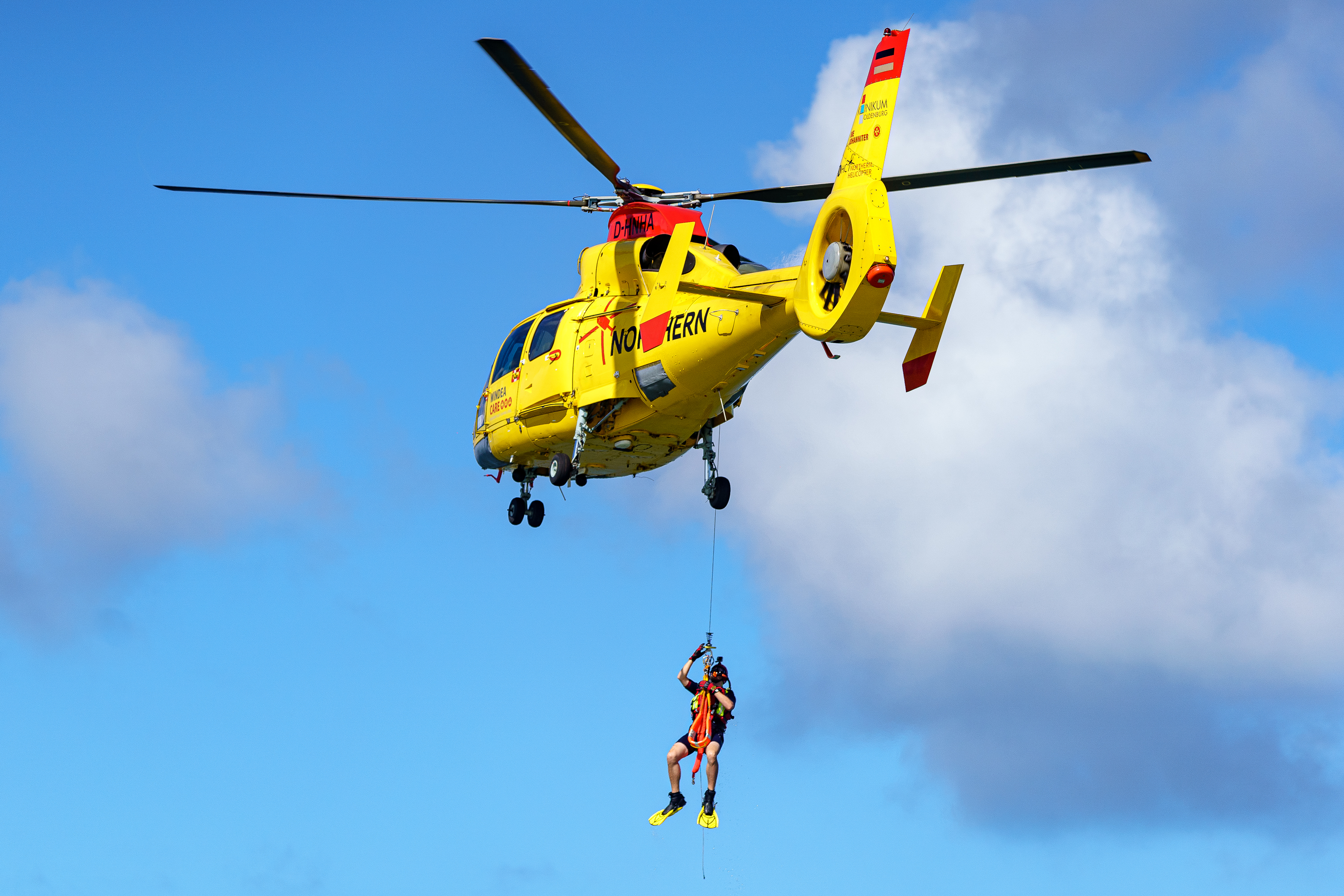
Un hélicoptère de sauvetage de Northern HeliCopter lors d'une opération sur la côte allemande de la mer du Nord.

Les services médicaux aériens désignent l'ensemble des moyens aériens utilisés pour déplacer des patients vers et depuis des établissements de santé et des lieux d'accident. Le personnel fournit une gamme complète de soins préhospitaliers et d'urgence à tous types de patients lors d'opérations d'évacuation sanitaire ou de sauvetage aéromédical à bord d'hélicoptères et d'avions à hélices ou à réaction.
L'utilisation du transport aérien pour assurer l'évacuation médicale sur le champ de bataille date de la Première Guerre mondiale, mais son rôle s'est considérablement accru pendant les guerres de Corée et du Vietnam. Plus tard, des avions ont commencé à être utilisés pour les services médicaux d'urgence civils. Les hélicoptères peuvent apporter des soins spécialisés sur les lieux et transporter les patients vers des hôpitaux spécialisés, en particulier dans les cas de traumatismes majeurs. Les aéronefs à voilure fixe sont utilisés pour le transport sur de longues distances.
Dans certaines régions éloignées, les services médicaux aériens fournissent des soins non urgents, tels que les rendez-vous chez le médecin généraliste. Le Royal Flying Doctor Service of Australia en est un exemple. Il fournit également des soins d'urgence.

## Avantages

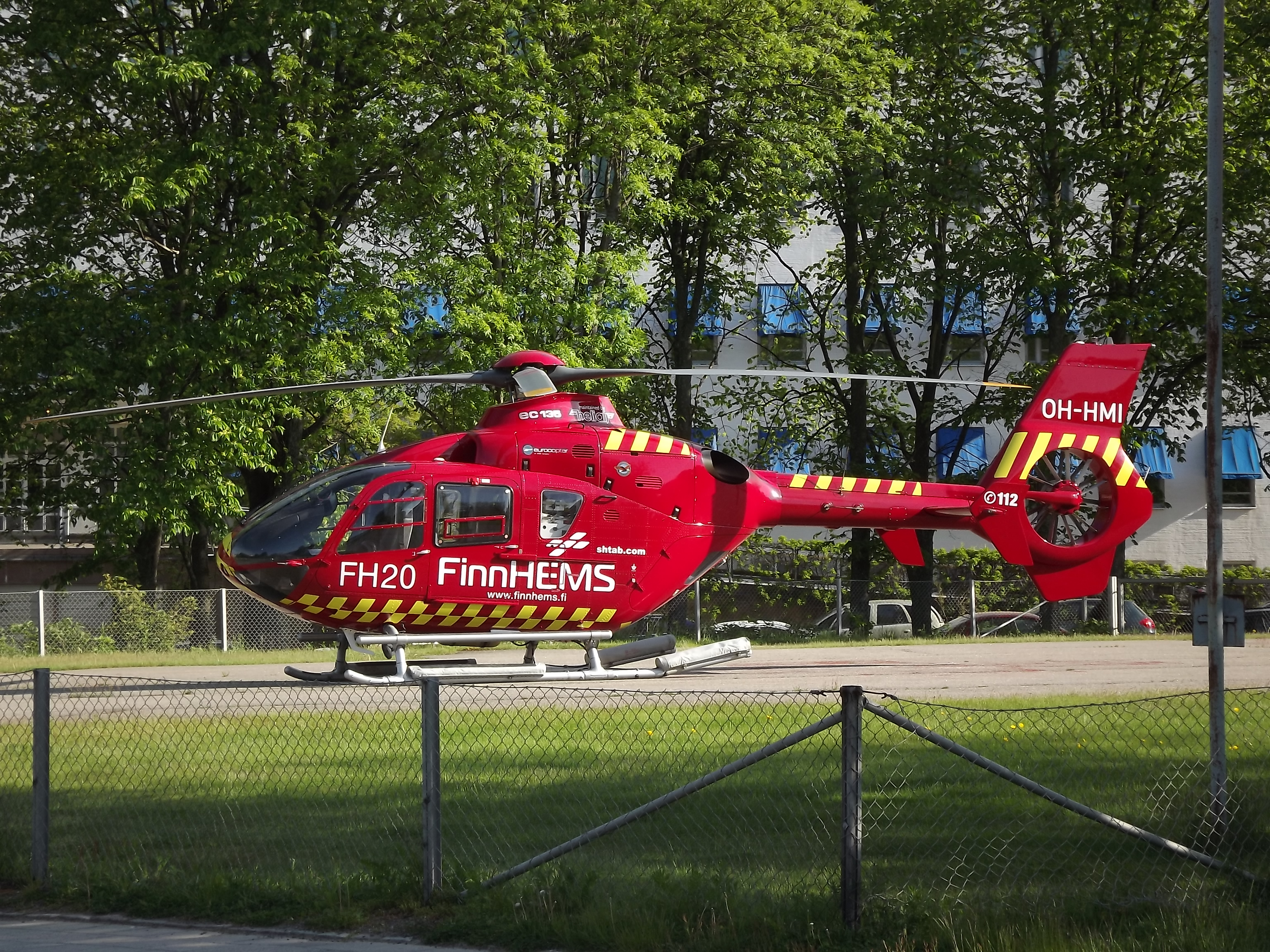
Hélicoptère médical FinnHEMS à l'hôpital central de l'université de Turku à Turku, Finlande.

Les services médicaux aériens peuvent voyager plus rapidement et opérer dans une zone de couverture plus large que celle d'une ambulance terrestre. Cela les rend particulièrement utiles dans les zones rurales peu peuplées.
Les services médicaux aériens présentent un avantage particulier pour les traumatismes majeurs. La théorie bien établie de l'heure d'or suggère que les patients victimes de traumatismes majeurs devraient être transportés aussi rapidement que possible vers un centre spécialisé dans les traumatismes,. Par conséquent, les intervenants médicaux en hélicoptère peuvent fournir à la fois un niveau de soins supérieur sur les lieux d'un traumatisme et un transport plus rapide vers un centre de traumatologie. Ils peuvent également fournir des soins critiques lors du transport des patients d'hôpitaux communautaires aux centres de traumatologie.

## Indications pour le transport aérien
L'utilisation efficace des services d'hélicoptère pour des traumatismes dépend de la capacité de l'intervenant au sol à déterminer si l'état du patient justifie le transport médical aérien. Des protocoles et une formation doivent être élaborés pour garantir que les critères de triage appropriés sont appliqués. Des critères excessivement rigoureux peuvent empêcher des soins rapides et le transport des victimes de traumatismes; des critères assouplis peuvent entraîner la situation embarrassante et coûteuse du transport d'un patient par hélicoptère sans que ce dernier n'en ait besoin.
La sécurité des équipes et des patients est le facteur le plus important à prendre en compte pour décider de transporter un patient par hélicoptère. Les conditions météorologiques, la structure du trafic aérien et les distances doivent également être prises en compte. Une autre raison pour annuler un vol est basée sur le confort de l'équipage de conduite avec le vol. La règle générale de sécurité s'applique à l'équipage, lorsqu'il y a un pilote et deux membres d'équipage médical:
« "3 pour partir, 1 pour dire 'NON'". Si un membre de l'équipage n'est pas à l'aise avec le vol pour une raison quelconque, le vol est annulé. »Certains ont mis en doute la sécurité des services médicaux aériens,. Le nombre d'accidents a augmenté, cependant le nombre de programmes et l'utilisation de ces services ont également augmenté. Les facteurs associés aux accidents mortels d'hélicoptères de transport à des fins médicales comprennent les vols de nuit et par mauvais temps, ainsi que les incendies post-crash.

## Ambulance aérienne

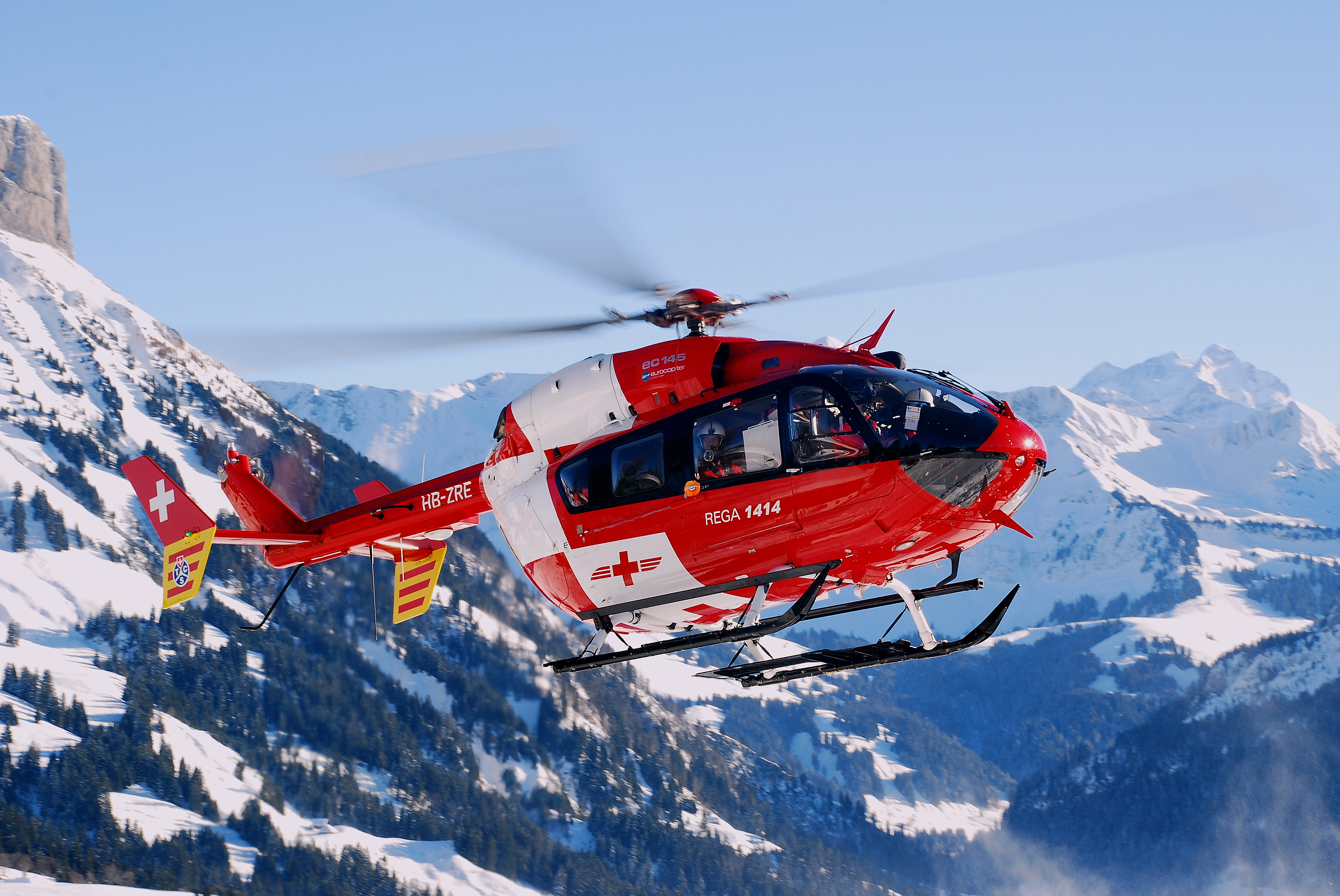
Un Eurocopter EC 145 du service suisse de sauvetage aérien Rega.

Une ambulance aérienne est un hélicoptère ou un aéronef à voilure fixe spécialement aménagé qui transporte des personnes blessées ou malades en cas d'urgence médicale, sur une distance ou sur un terrain non praticable pour une ambulance classique. Les avions à voilure fixe sont également plus souvent utilisés pour déplacer des patients sur de longues distances et pour être rapatriés depuis des pays étrangers. Ces opérations et les opérations connexes sont appelées aéromedical. Dans certaines circonstances, le même avion peut être utilisé pour rechercher des personnes disparues ou recherchées.
Comme les ambulances au sol, les ambulances aériennes sont dotées d'équipements médicaux indispensables au suivi et au traitement des patients blessés ou malades. Les équipements courants pour les ambulances aériennes comprennent les médicaments, les respirateurs artificiels, les électrocardiographes et les unités de surveillance, les équipements de RCP et les civières.
Le contrôle de la circulation aérienne (ATC) accorde un traitement spécial aux opérations d'ambulance aérienne, un peu comme une ambulance terrestre utilisant des gyrophares et une sirène, uniquement lorsqu'elle opère activement avec un patient. Lorsque cela se produit, les ambulances aériennes portent l'indicatif d'appel MEDEVAC (anciennement LIFEGUARD) et sont traitées de manière prioritaire dans les airs et au sol.

### Historique

#### Militaire
Comme beaucoup d'innovations du Service médical d'urgence (EMS), le traitement des patients en vol a pour origine l'armée. L’utilisation d’avions comme ambulances est presque aussi ancienne que le vol propulsé. Bien que les ballons n’aient pas été utilisés pour évacuer les soldats blessés lors du siège de Paris en 1870, l'évacuation aérienne a été expérimentée pendant la Première Guerre mondiale.
Le premier vol d'ambulance britannique enregistré a eu lieu en 1917 en Turquie lorsqu'un soldat du Camel Corps touché à la cheville a été transporté à l'hôpital dans un de Havilland DH9 en 45 minutes. Le même trajet terrestre aurait pris environ trois jours. Dans les années 1920, plusieurs services, officiels et non officiels, ont vu le jour dans diverses parties du monde. Les aéronefs étaient encore primitifs à l’époque, avec des capacités limitées, et l’effort a reçu des critiques mitigées.

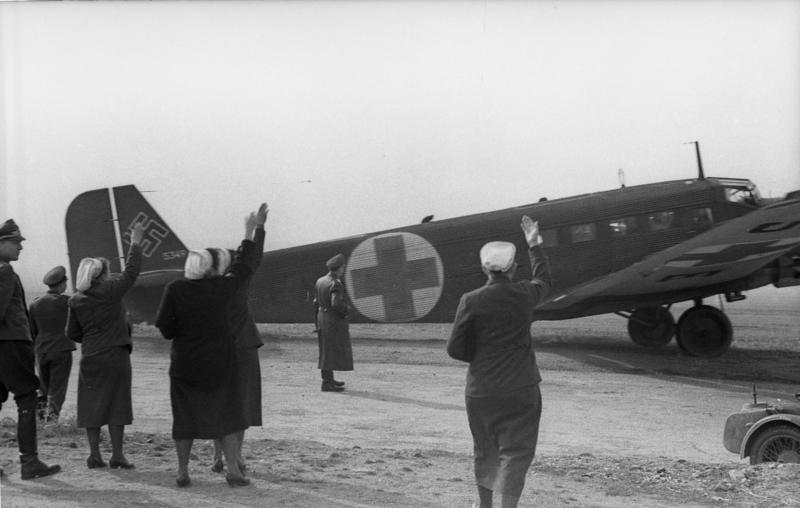
Ambulance Junkers Ju 52, Balkans, 1941.

L’exploration de l’idée s’est toutefois poursuivie, la France et le Royaume-Uni ont eu recours à des services complets d’ambulances aériennes pendant les guerres coloniales en Afrique et au Moyen-Orient dans les années 1920. En 1920, les Britanniques, tout en réprimant le "Mad Mullah" en Somalie, utilisèrent un Airco DH.9A équipé comme ambulance aérienne. Il transportait une seule civière sous un carénage derrière le pilote. Les Français ont évacué plus de 7 000 personnes au cours de cette période. En 1936, un service militaire d'ambulances aériennes organisées évacua des blessés de la guerre civile espagnole pour se faire soigner en l'Allemagne nazie; ce service s'est poursuivi pendant la Seconde Guerre mondiale.

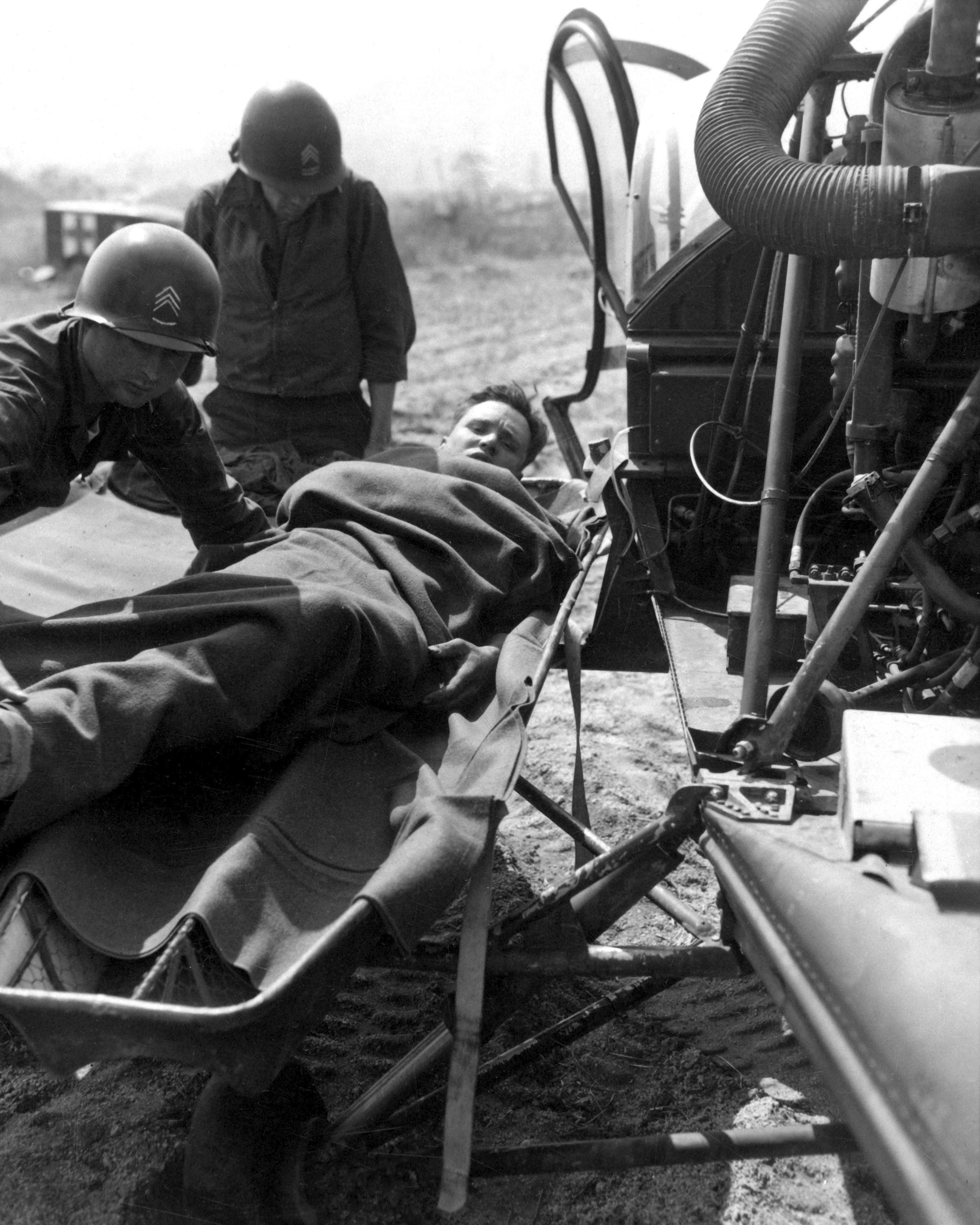
Victime américaine évacuée par hélicoptère, guerre de Corée, 1951.

La première utilisation de MEDEVAC avec des hélicoptères a été l’évacuation de trois soldats britanniques en Birmanie pendant la Seconde Guerre mondiale, et la première utilisation dédiée d’hélicoptères par les forces américaines a eu lieu pendant la guerre de Corée, entre 1950 et 1953. Alors que les hélicoptères de la guerre de Corée avaient généralement été dédiés pour évacuer les victimes du champ de bataille, ils transportaient également des patients critiques sur des navires-hôpitaux après un traitement d'urgence initial dans des hôpitaux de campagne.

Les connaissances et les compétences en matière d'utilisation des ambulances aériennes ont évolué parallèlement aux aéronefs eux-mêmes. En 1969, au Vietnam, le recours à du personnel médical spécialement formé et à des ambulances aériennes a amené les chercheurs américains à déterminer que les soldats blessés au combat avaient de meilleurs taux de survie que les automobilistes blessés sur les autoroutes de Californie. L'armée américaine a récemment utilisé des hélicoptères UH-60 Black Hawk pour assurer le service d'ambulance aérienne pendant la guerre en Irak, à destination des militaires et mais aussi des civils. L'utilisation d'avions militaires comme ambulances sur le champ de bataille continue de croître et de se développer aujourd'hui dans divers pays, tout comme l'utilisation d'avions à voilure fixe pour les trajets sur de longues distances, y compris le rapatriement des blessés. Actuellement, un groupe de travail de l'OTAN étudie des véhicules aériens sans pilote (UAV) destinés à l'évacuation de victimes.

Premières versions d'ambulances aériennes
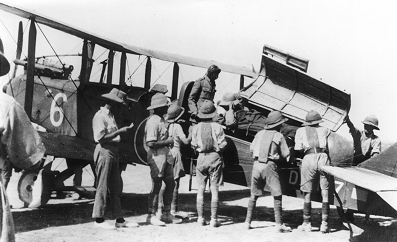
Airco DH.9A D.3117 en Somalie 1920.
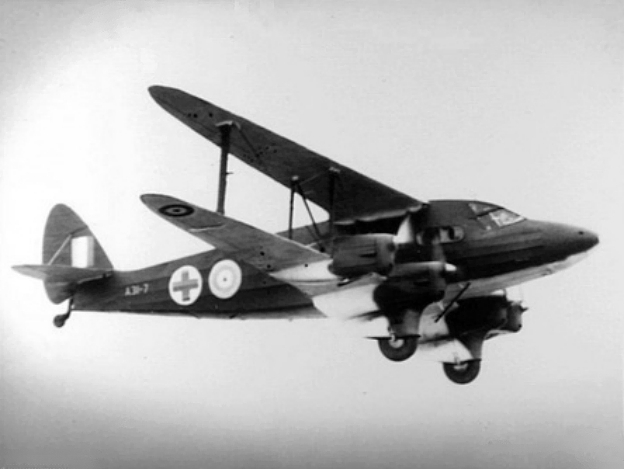
Ambulance aérienne de Havilland Express de la Royal Australian Air Force en 1942.
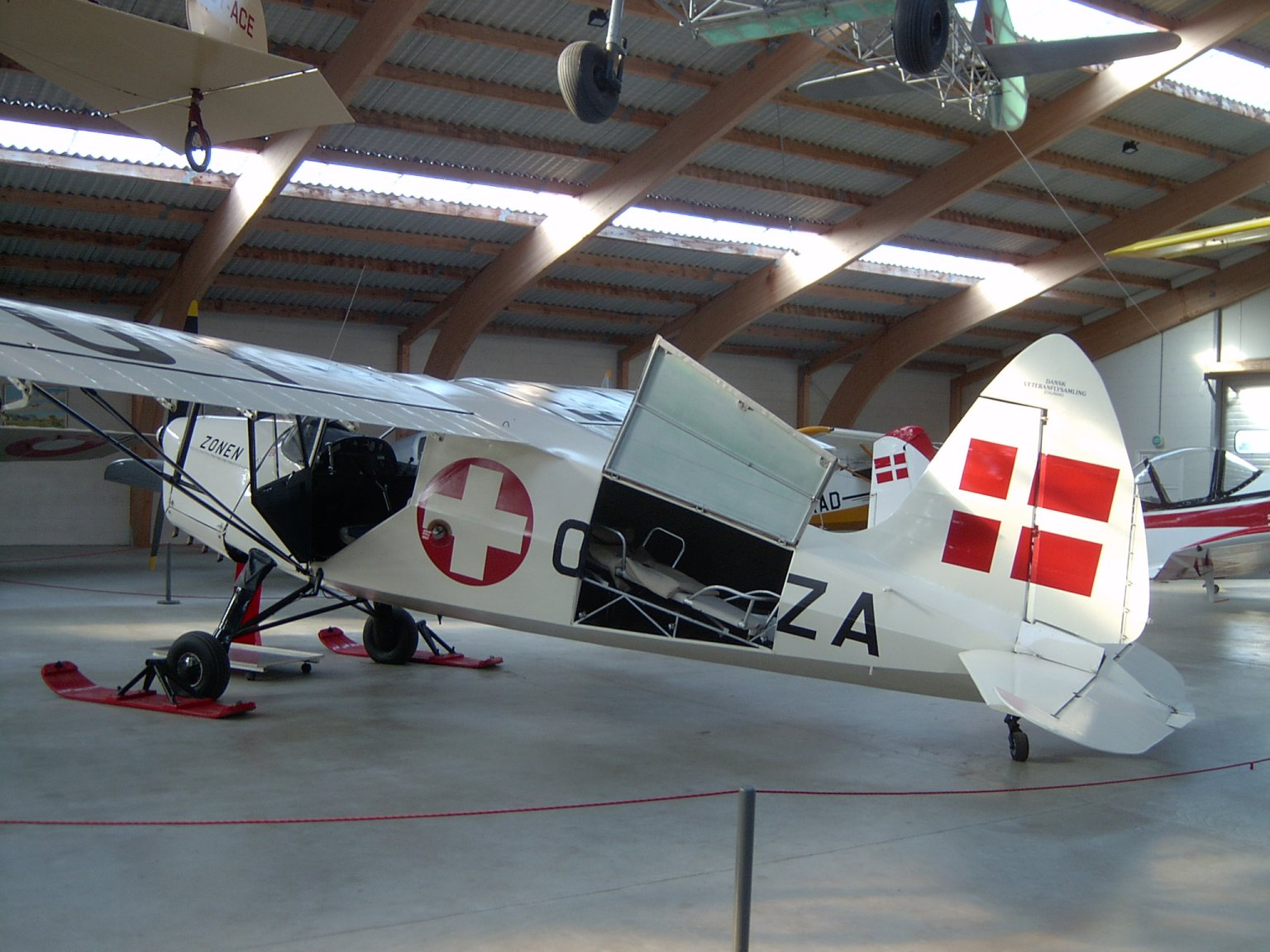
Version SAI KZ III d'une ambulance aérienne danoise.
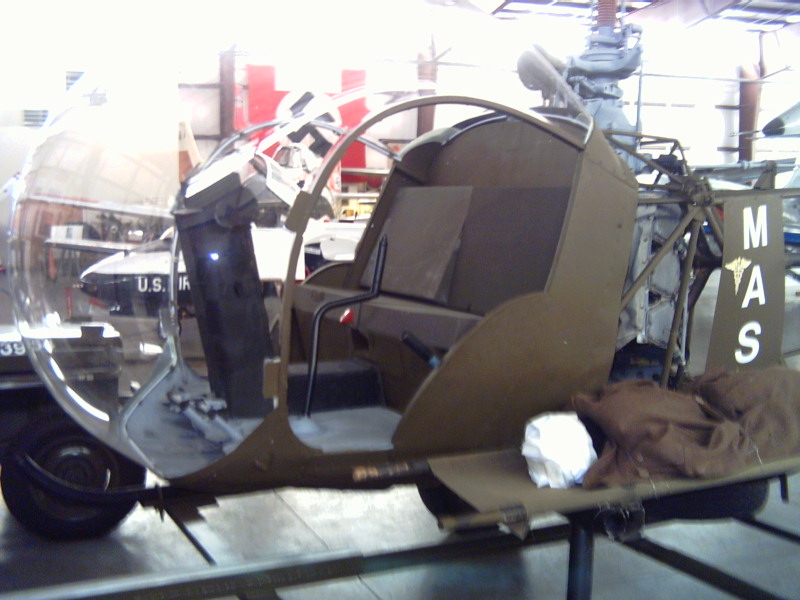
Des hélicoptères légers comme ce Bell 47 Sioux ont évacué les blessés du champ de bataille pendant la guerre de Corée.

#### Civils
Les premières utilisations civiles d'aéronefs comme ambulances ont probablement été accessoires. Dans le nord du Canada, en Australie et dans les pays scandinaves, les zones de peuplement isolées et peu peuplées sont souvent inaccessibles par la route pendant des mois, voire toute l’année. Dans certaines régions de Scandinavie, en particulier en Norvège, le principal moyen de transport entre les communautés est le bateau. Au début de l'histoire de l'aviation, beaucoup de ces communautés ont commencé à compter sur des pilotes civils de "brousse", qui pilotent de petits aéronefs et transportent des fournitures, du courrier et des médecins ou infirmiers en visite. Les pilotes de brousse ont probablement effectué les premières missions d'ambulances aériennes civiles. Au début des années 1920, la Suède a mis en place un système d'ambulance aérienne, à l'instar de Siam (Thaïlande). En 1928, le premier service d'ambulance aérienne officiel à temps plein a été établi dans l'outback australien. Cette organisation est devenue le Royal Flying Doctor Service et fonctionne toujours. En 1934, Marie Marvingt établit le premier service d'ambulance aérienne civile en Afrique, au Maroc. En 1936, des services d'ambulance aérienne ont été mis en place dans le cadre du service médical des Highlands et des îles pour desservir les régions plus éloignées des Highlands en Écosse.

Australia's Royal Flying Doctor Service
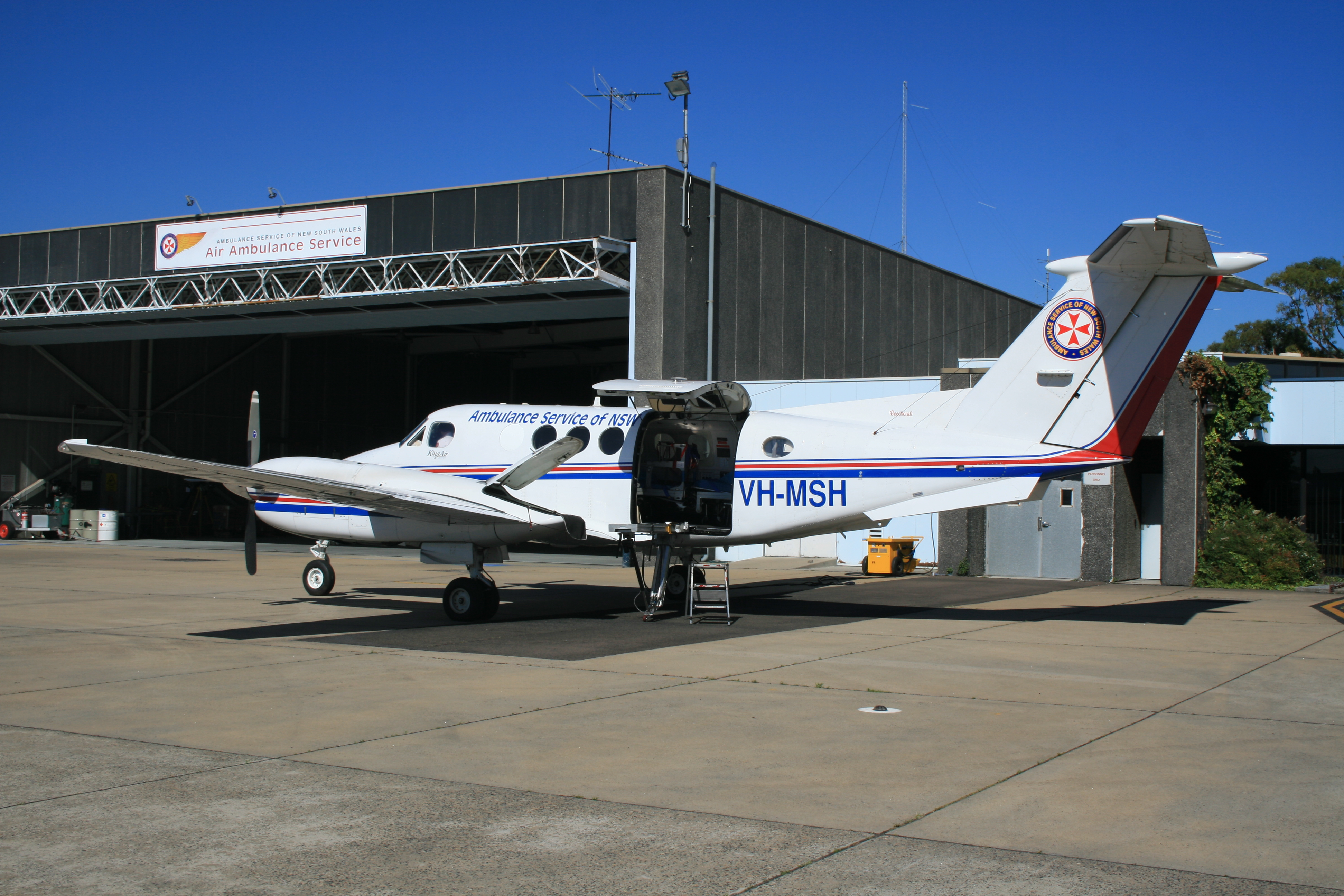
King Air.
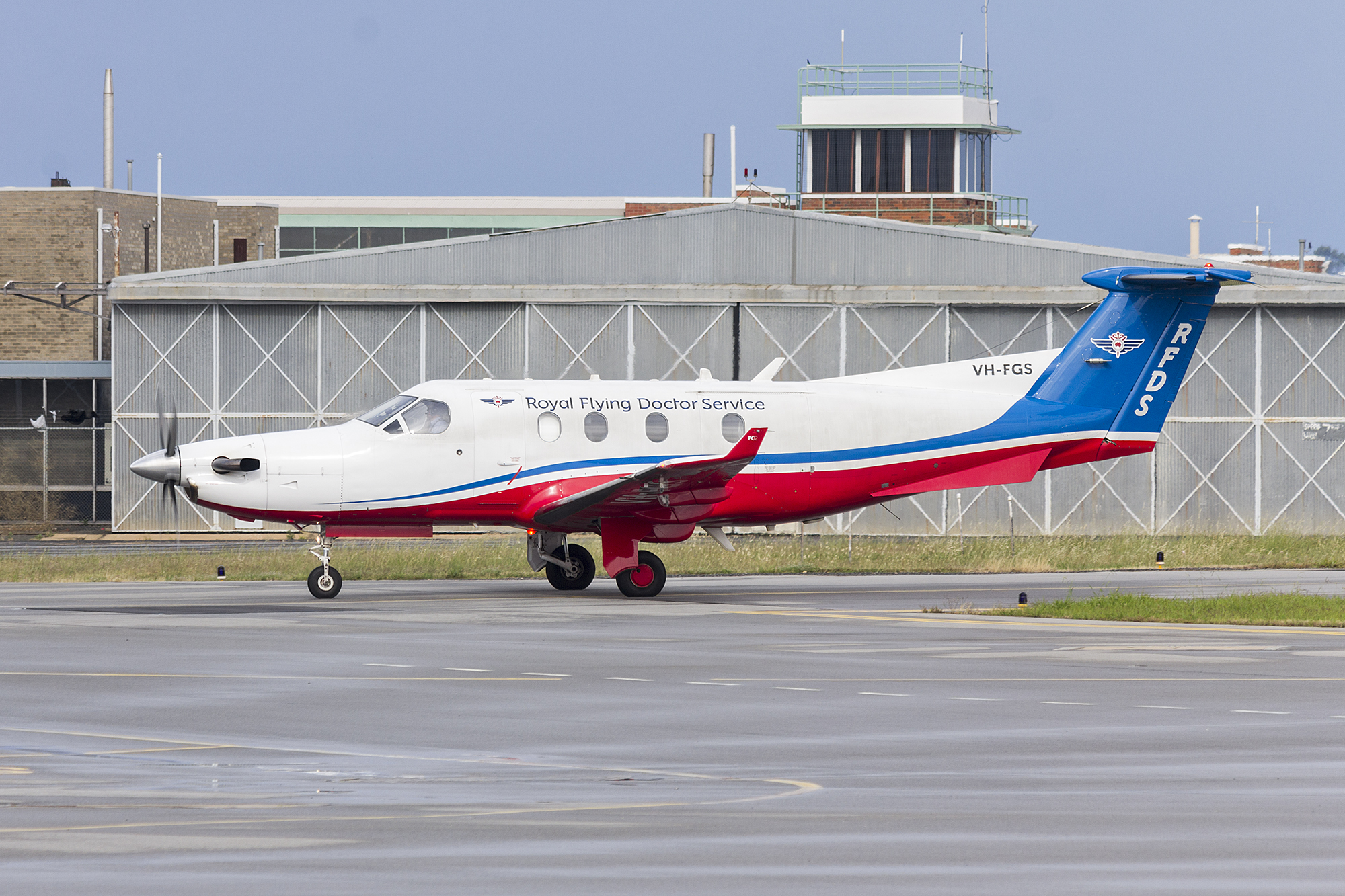
Pilatus PC 12/45.

Les ambulances aériennes ont rapidement établi leur utilité dans les zones reculées, mais leur rôle dans les zones développées s'est développé plus lentement. Après la Seconde Guerre mondiale, le gouvernement de la Saskatchewan, au Canada, a mis sur pied la première ambulance aérienne civile en Amérique du Nord. Le gouvernement de la Saskatchewan devait prendre en compte les communautés éloignées et les distances importantes pour fournir des soins de santé à ses citoyens. Le service d'ambulances aériennes de la Saskatchewan continue d'être actif en 2017.
J. Walter Schaefer a fondé le premier service d’ambulances aériennes aux États-Unis, en 1947, à Los Angeles. Une grande partie de l'utilisation précoce d'aéronefs comme ambulances dans la vie civile, en particulier des hélicoptères, impliquait l'utilisation improvisée d'aéronefs appartenant à l'armée. Finalement, cet usage est devenu plus organisé, et s'est produit non seulement aux États-Unis, mais également dans d'autres pays, et persiste en aujourd'hui.
Aujourd'hui, aux États-Unis, les hélicoptères et les avions effectuent environ un demi-million de transports par an.[citation nécessaire]

Appareils militaires utilisés comme ambulances aériennes civiles
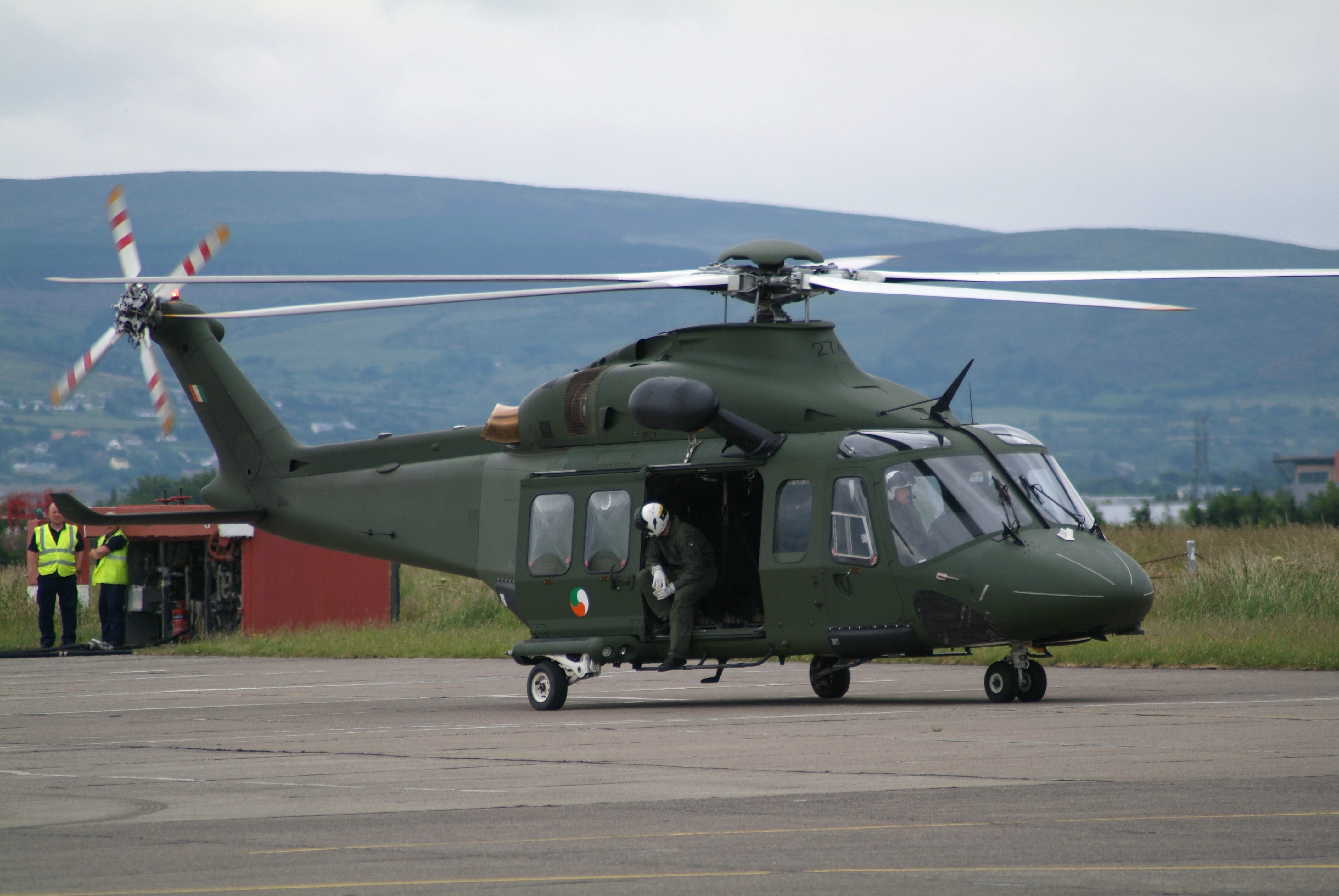
L'Irish Air Corps utilise un hélicoptère AW139 pour le seul service aéromédical d'urgence en Irlande.
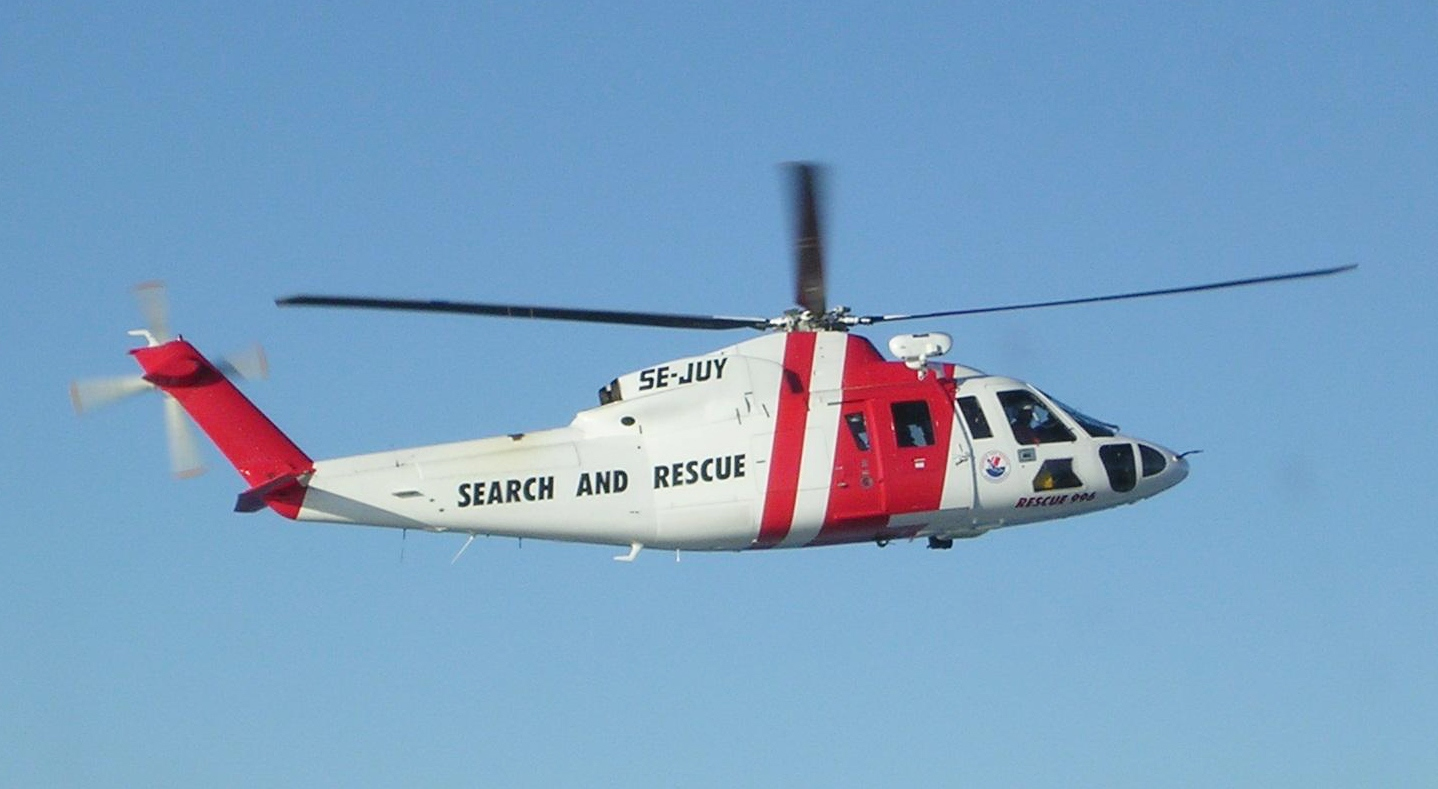
Recherche et sauvetage en Suède.
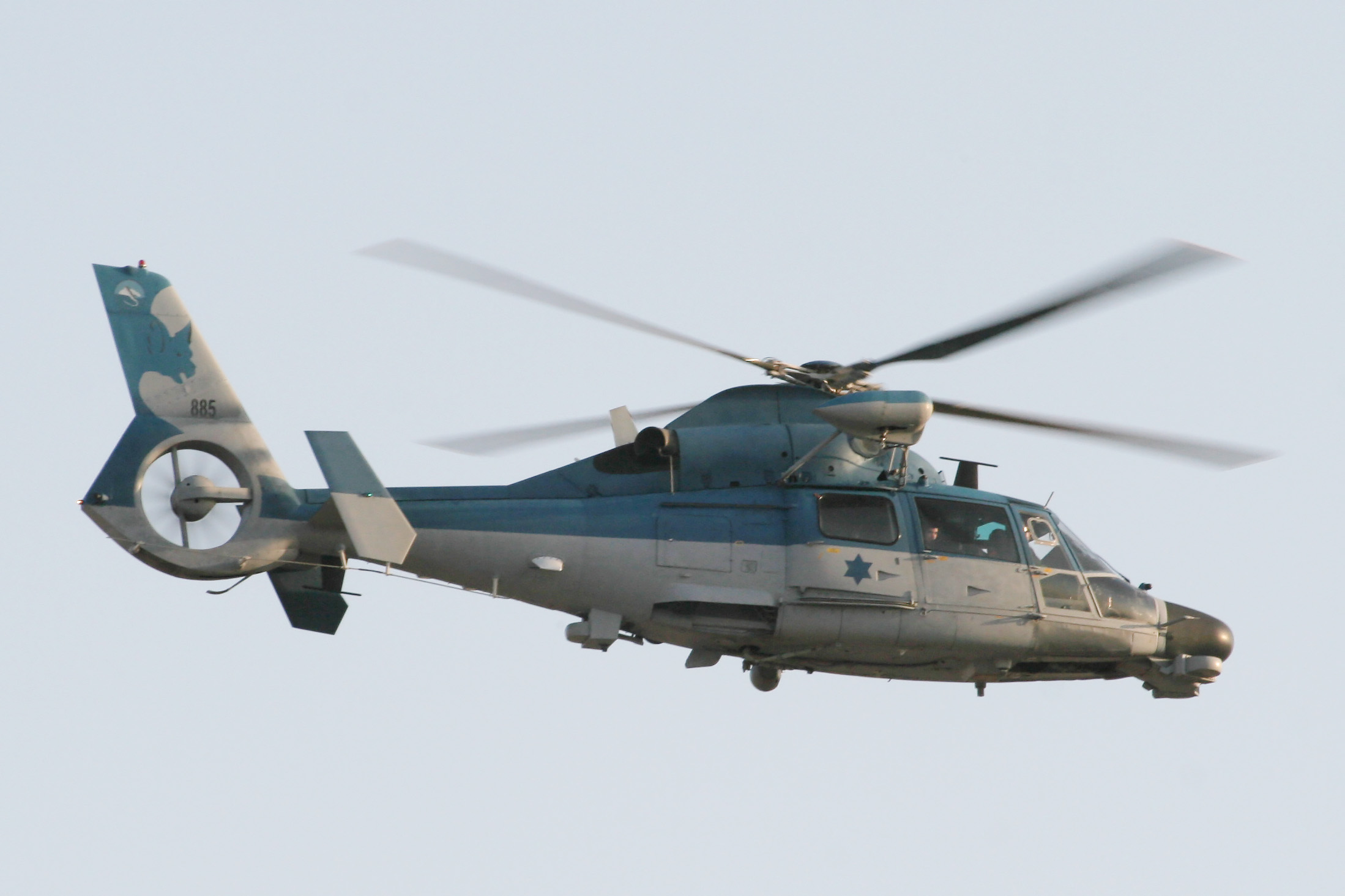
Hélicoptère militaire israélien utilisé comme ambulance aérienne.
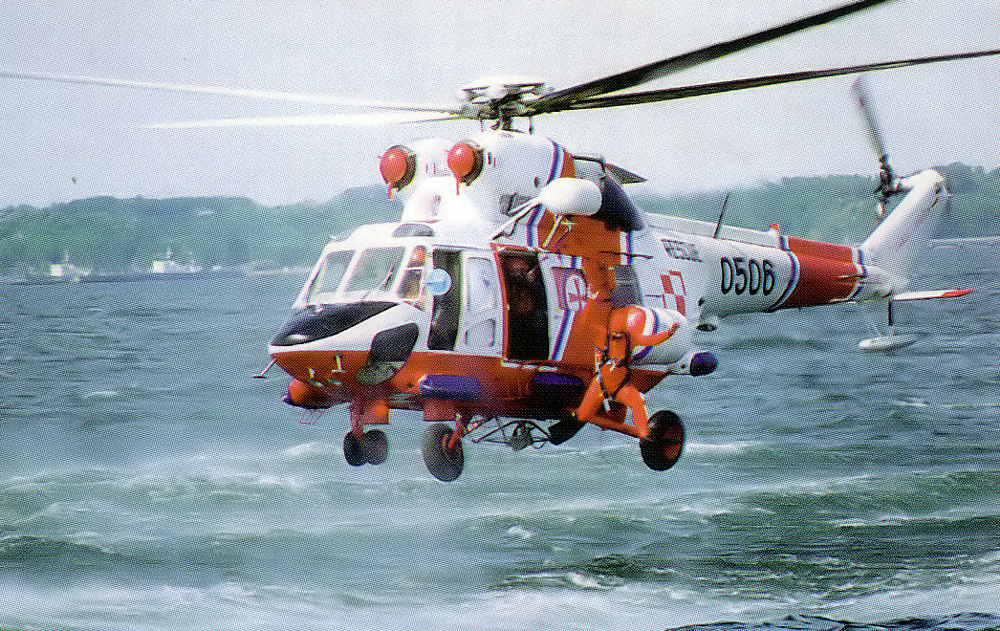
Hélicoptère de la marine polonaise W-3 utilisé comme ambulance aérienne.

Deux programmes de recherche ont été mis en place aux États-Unis pour évaluer l’impact des hélicoptères médicaux sur la mortalité dans l’espace civil. Le projet CARESOM a été créé au Mississippi en 1969. Trois hélicoptères ont été achetés grâce à une subvention fédérale et situés de manière stratégique dans le nord, le centre et le sud de l'État. À la fin de la subvention, le programme était considéré comme un succès et chacune des trois communautés a eu la possibilité de poursuivre ses opérations en hélicoptère. Seul celui situé à Hattiesburg, dans le Mississippi, l’a fait. Il s’est donc imposé comme le premier programme de médecine aéronautique civile aux États-Unis. Le second programme, le système d'assistance militaire à la sécurité et à la circulation (MAST), a été mis en place à Fort Sam Houston, à San Antonio, en 1969. Il s'agissait d'une expérience menée par le département des Transports des États-Unis pour étudier la possibilité d'utiliser des hélicoptères militaires. Ces programmes ont réussi à établir le besoin de tels services.

Les aéronefs des agences gouvernementales effectuant un double service
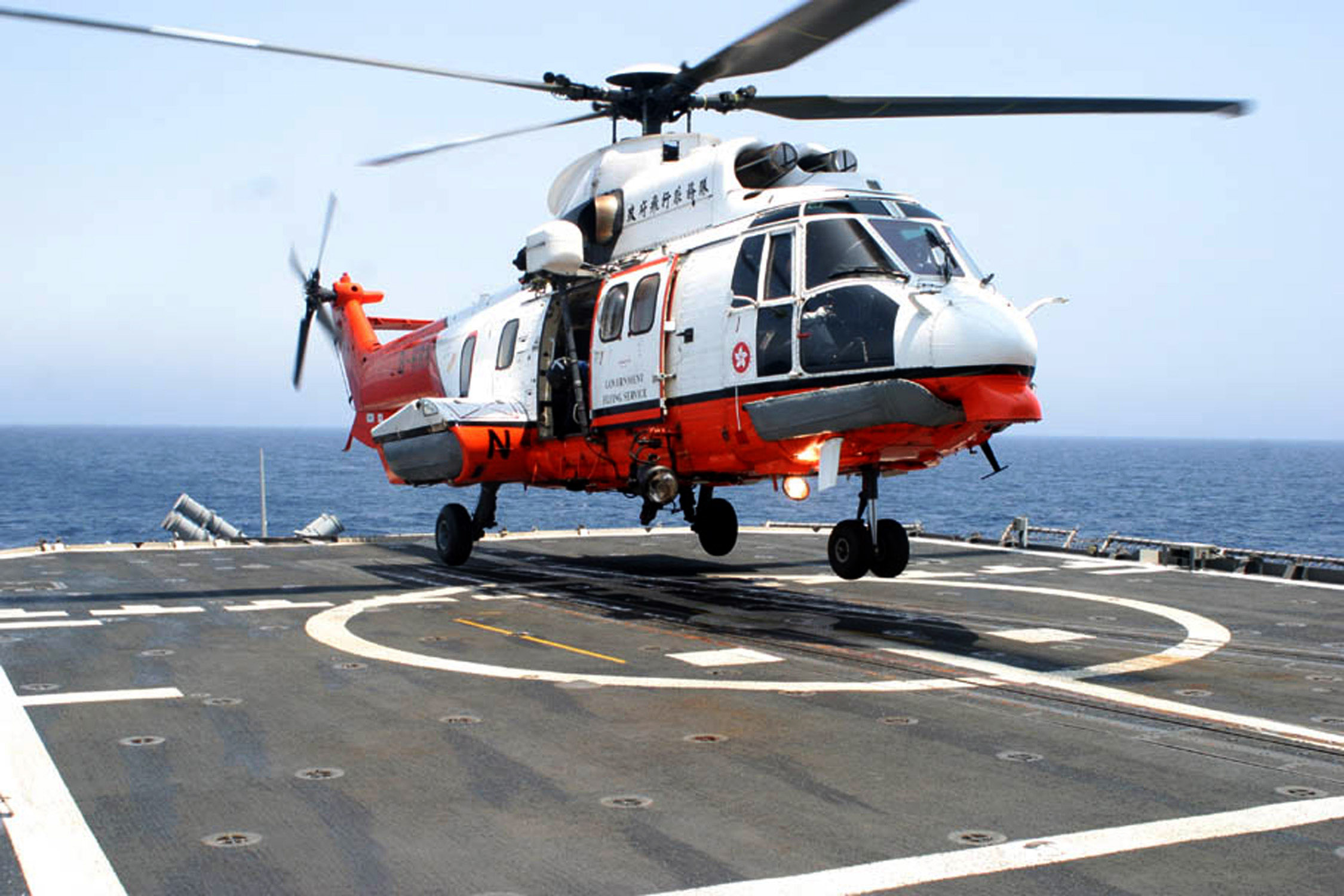
Hong Kong Government Flying Service.
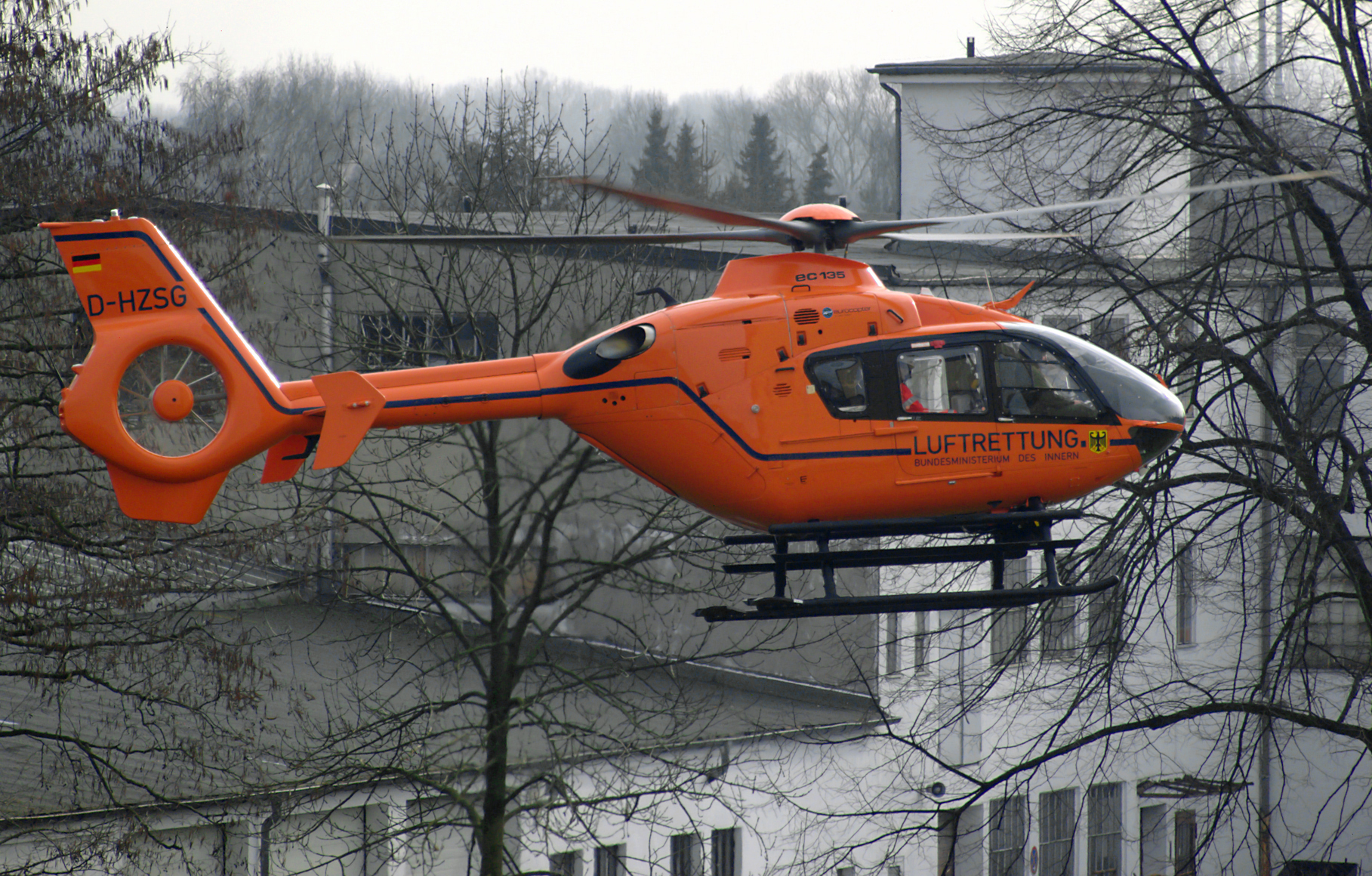
Ambulance aérienne allemande "Christoph" du ministère fédéral de l'Intérieur.

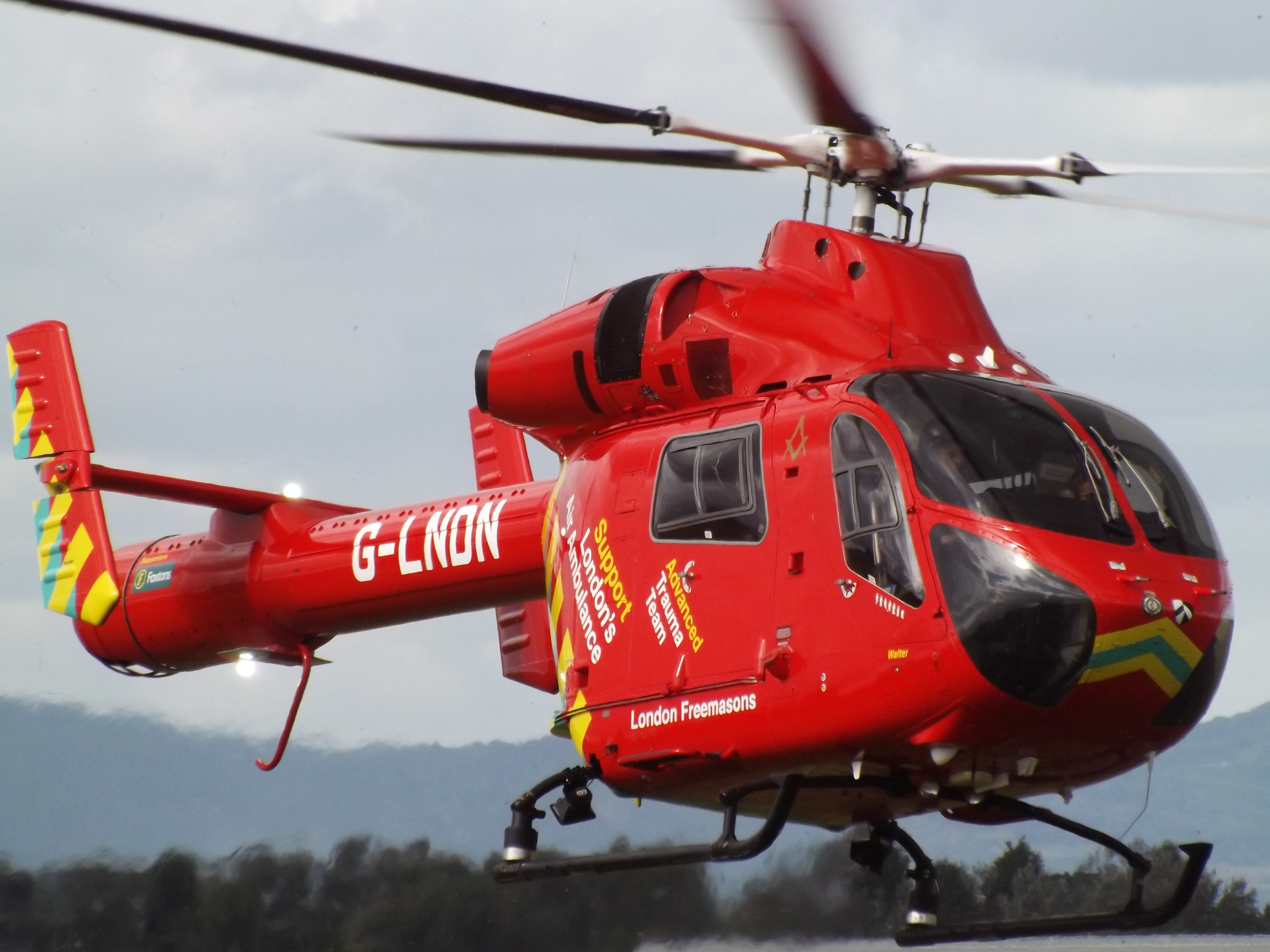
exploite 2 MD902 parfaitement adaptés à l'environnement urbain avec son design NOTAR et ses petites dimensions. C'est le premier service britannique à avoir un médecin spécialement formé pour toutes les missions.

Le concept ayant fait ses preuves, des ambulances aériennes civiles ont commencé à apparaître. Le 1er novembre 1970, le premier hélicoptère civil assurant la mission d'ambulance aérienne, Christoph 1, est entré en service à l'hôpital de Harlaching, à Munich, en Allemagne. Le succès apparent de Christoph 1 a conduit à une expansion rapide du concept en Allemagne, Christoph 10 étant entré en service en 1975, Christoph 20 en 1981 et Christoph 51 en 1989. En 2007, il y avait environ 80 hélicoptères portant le nom de Saint-Christophe, comme Christoph Europa 5 (desservant également le Danemark), Christoph Brandenburg ou Christoph Murnau am Staffelsee. L’Autriche a adopté le système allemand en 1983, lorsque Christophorus 1 est entré en service à Innsbruck.
Le premier programme d’hélicoptères médicaux civils et hospitaliers aux États-Unis a été mis en service en 1972. Flight for Life (en) Colorado a débuté avec un seul hélicoptère Alouette III, basé à l'hôpital central St. Anthony à Denver, dans le Colorado. En Ontario, au Canada, le programme d’ambulances aériennes a été lancé en 1977. Opéré aujourd'hui par le biais d'un opérateur privé (Ornge (en)), le système exploite 33 appareils stationnés dans 26 bases réparties dans la province, effectuant à la fois des transferts entre infrastructures et des interventions sur site. Aujourd'hui, dans le monde entier, la présence d'ambulances aériennes civiles est devenue monnaie courante et est considérée comme un support indispensable pour les opérations de secours.
Dans d’autres pays d’Europe, comme en Yougoslavie, la première ambulance aérienne est apparue dans les années 1980. La plus grande partie de la flotte était auparavant militaire, mais avec l'augmentation du nombre d'accidents de voiture sur les autoroutes en 1979, le gouvernement yougoslave a décidé d'acheter de nouveaux appareils.

Ambulances aériennes civiles modernes
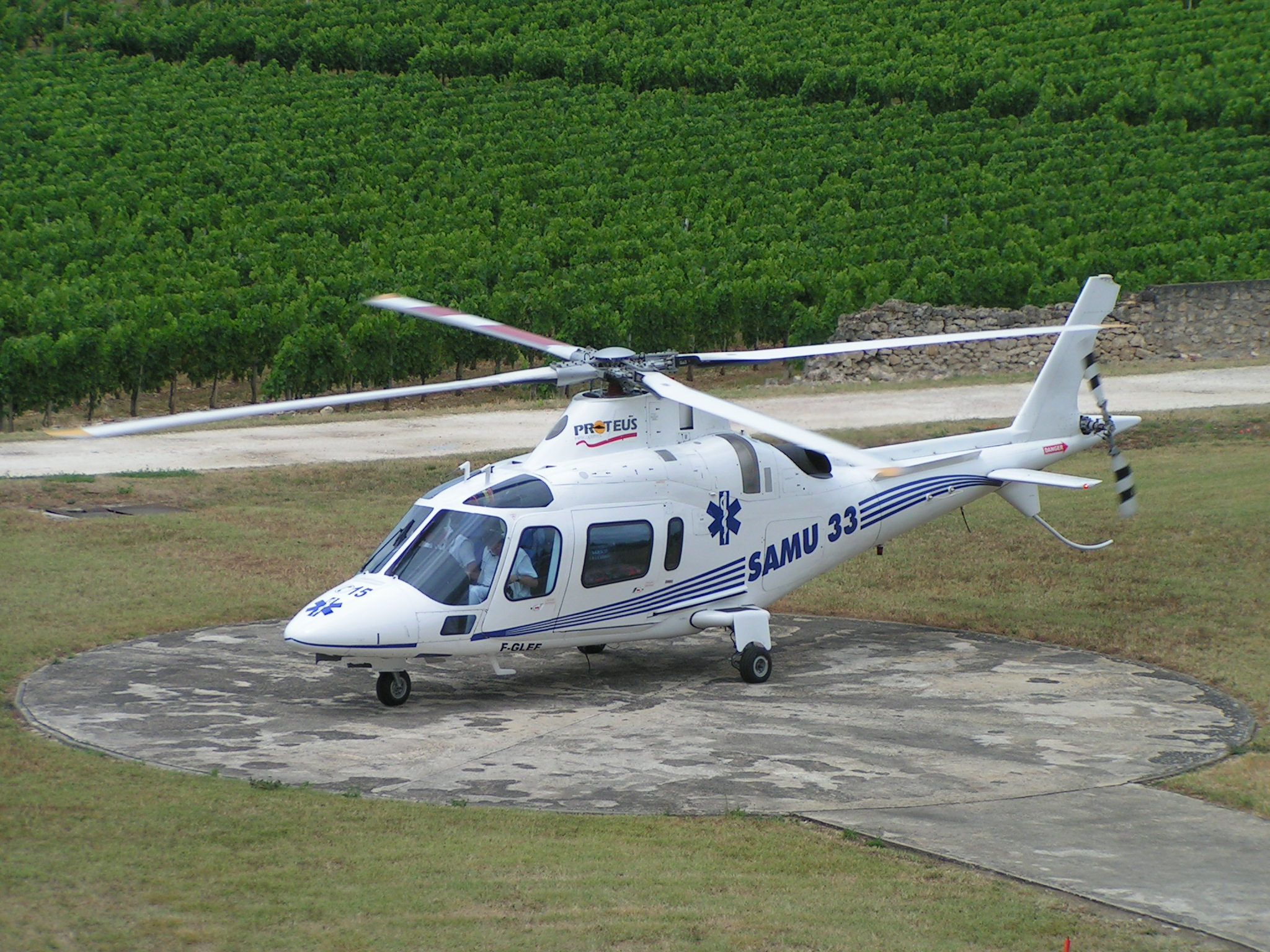
SAMU - France.
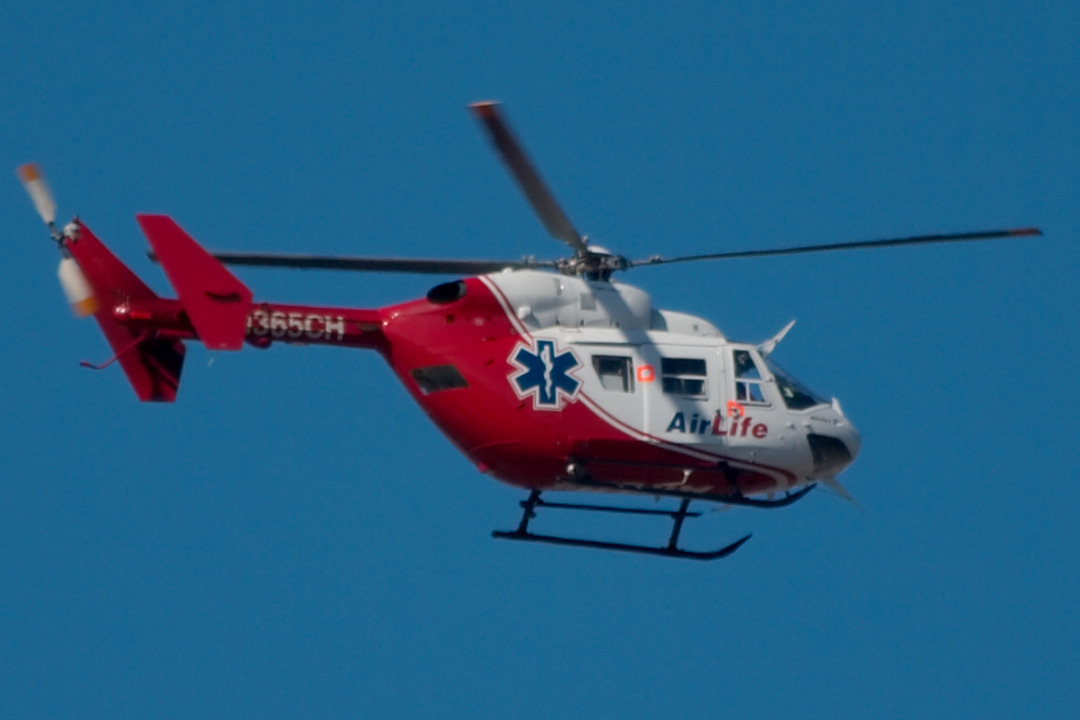
Un hélicoptère assurant le rôle d'ambulance aérienne à Urbana.
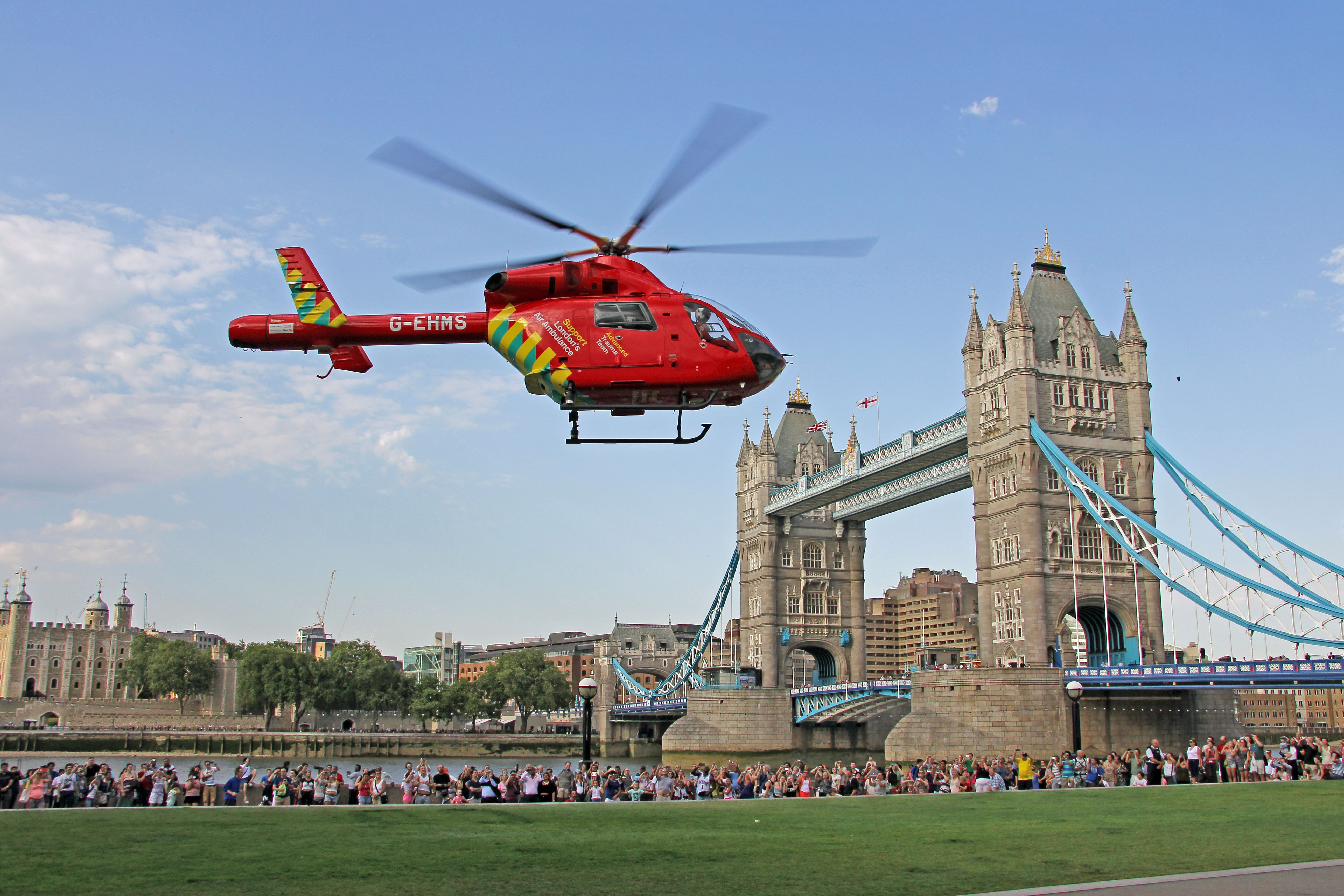
London's Air Ambulance (en) - Londres, Royaume-Uni.
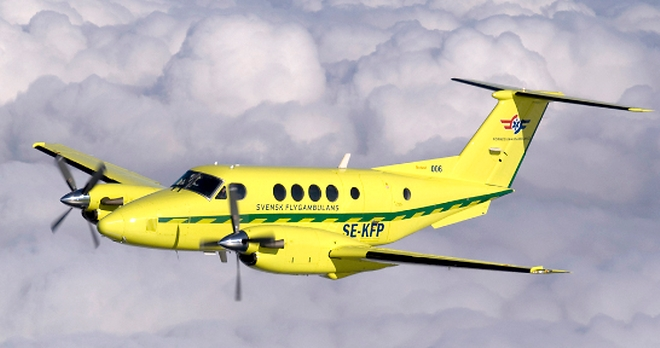
Swedish King Air.
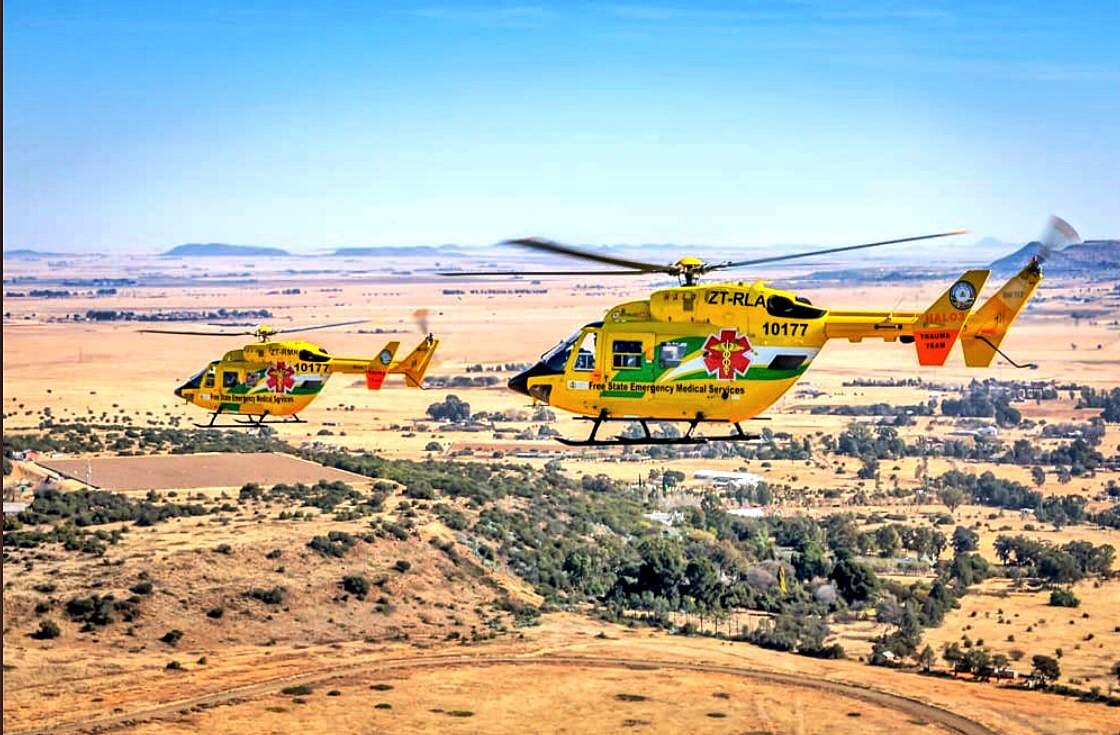
HALO 2 et 3 fournissant des services de soins dans le centre de l’Afrique du Sud.
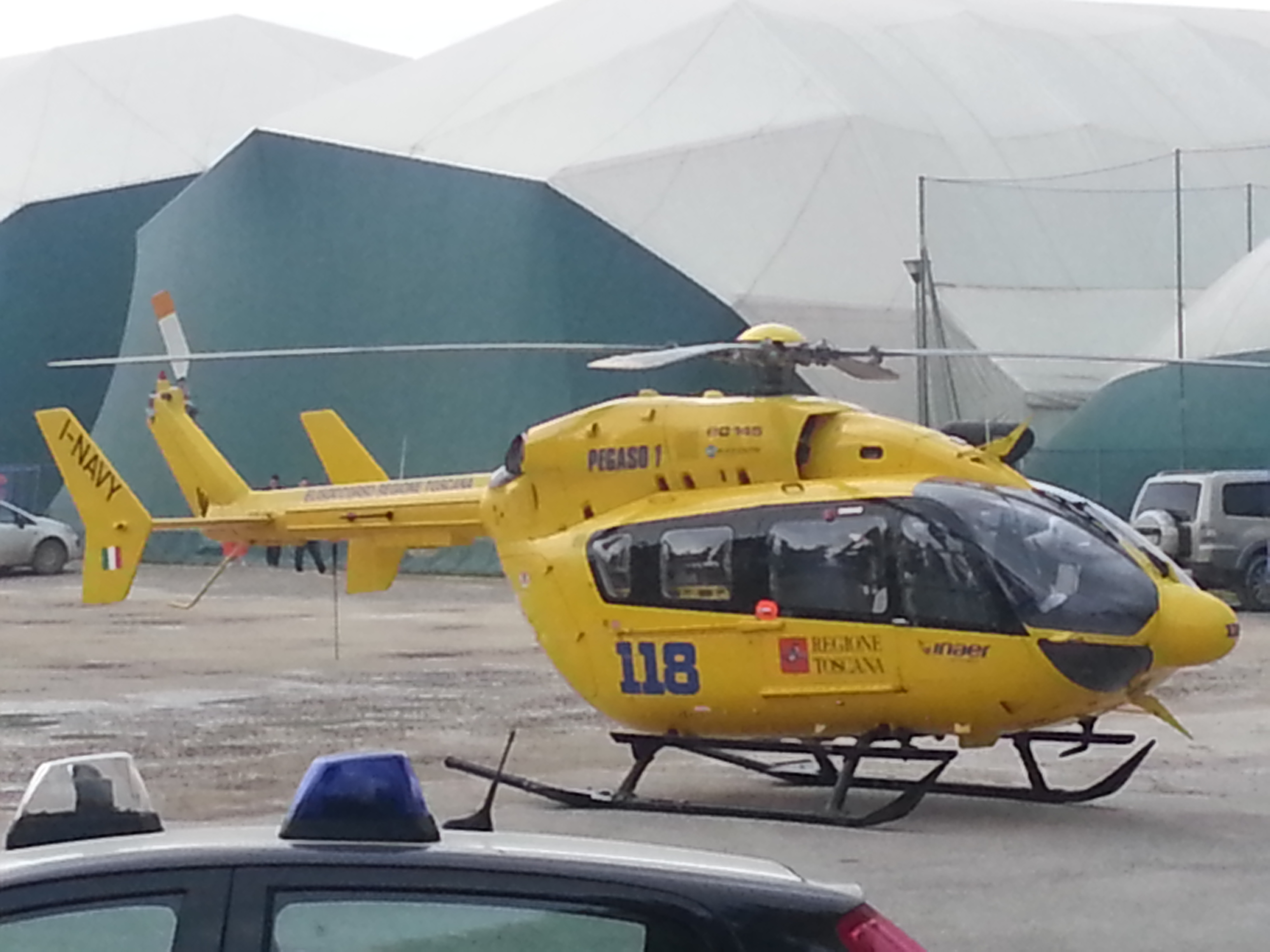
Elisoccorso Pegaso 1 Toscane ambulance aérienne Italie.

### Organisation
Les services d'ambulance aérienne, parfois appelés évacuation aéromédicale ou simplement évacuation sanitaire, sont fournis par diverses entités dans différents endroits du monde. Il existe un certain nombre de méthodes pour différencier les types de services d’ambulance aérienne. Ceux-ci incluent des modèles et des services militaires/civils financés par le gouvernement, rémunérés à l'acte, fournis par une entreprise ou financés par des dons publics. Il peut également être raisonnable de faire la distinction entre les aéronefs spécialisés dans cette mission, et ceux en assurant d'autre parallèlement. Enfin, il est raisonnable de différencier les types d’aéronefs utilisés.

#### Gouvernemental

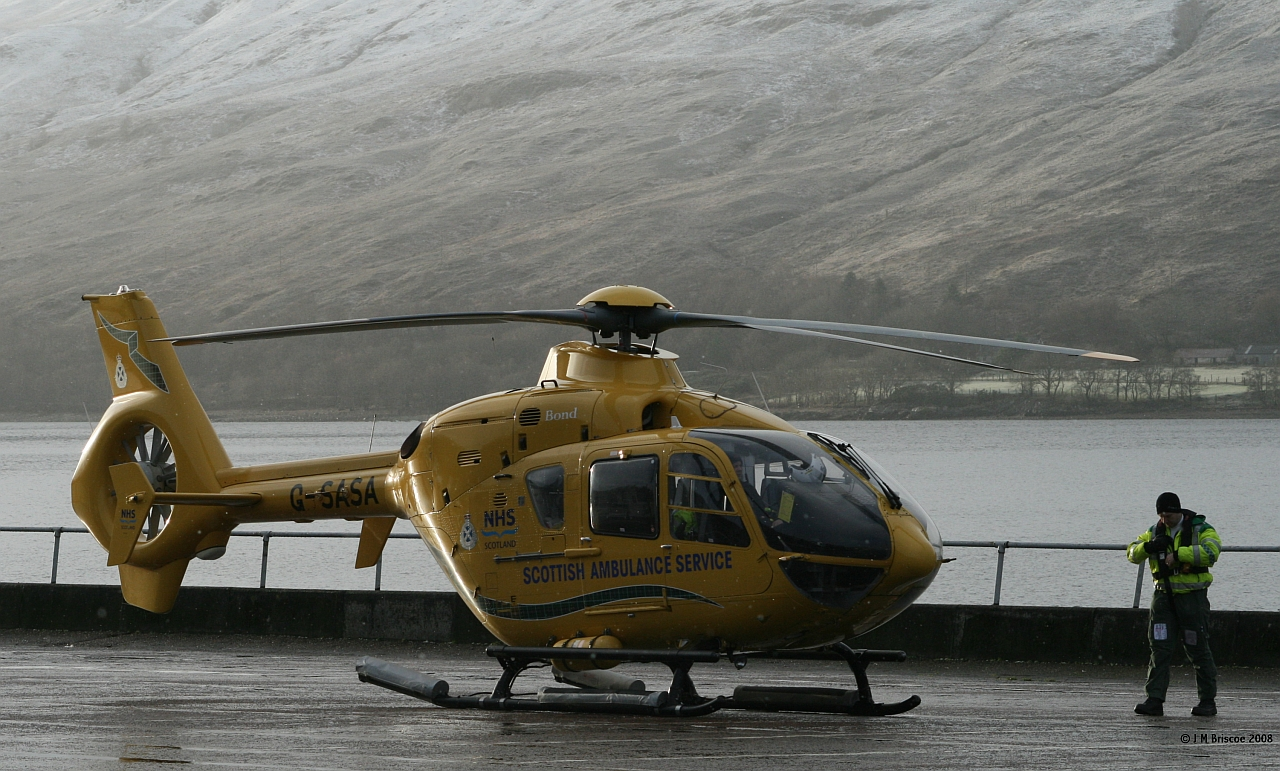
Scottish Ambulance Service - Le seul service d’ambulance aérienne financé par le Royaume-Uni.

Dans certains cas, les gouvernements fournissent des services d'ambulance aérienne, soit directement, soit via un contrat négocié avec un fournisseur de services commerciaux, tel qu'une compagnie de location d'aéronefs. Ces services peuvent être axés sur le transport des patients en soins critiques, soutenir les services médicaux d'urgence sur le terrain ou jouer une combinaison de ces rôles.
Le LPR polonais est un système national couvrant l’ensemble du pays et financé par le gouvernement par l’intermédiaire du ministère de la Santé mais fonctionnant de manière indépendante, il n’existe aucun opérateur indépendant HEMS en Pologne. Dans le nord-est de l'Ohio, y compris à Cleveland, le centre médical MetroHealth, appartenant au comté de Cuyahoga, utilise son Metro Life Flight pour transporter des patients vers l'unité de traitement des traumatismes et des brûlures de niveau I de Metro. Il y a cinq hélicoptères pour le nord-est de l'Ohio et, en outre, Metro Life Flight dispose d'un avion.
Au Royaume-Uni, le Scottish Ambulance Service exploite deux hélicoptères et deux aéronefs à voilure fixe vingt-quatre heures sur vingt-quatre. Ceux-ci représentent le seul service d'ambulance aérienne financé par le gouvernement britannique.

#### À usages multiples

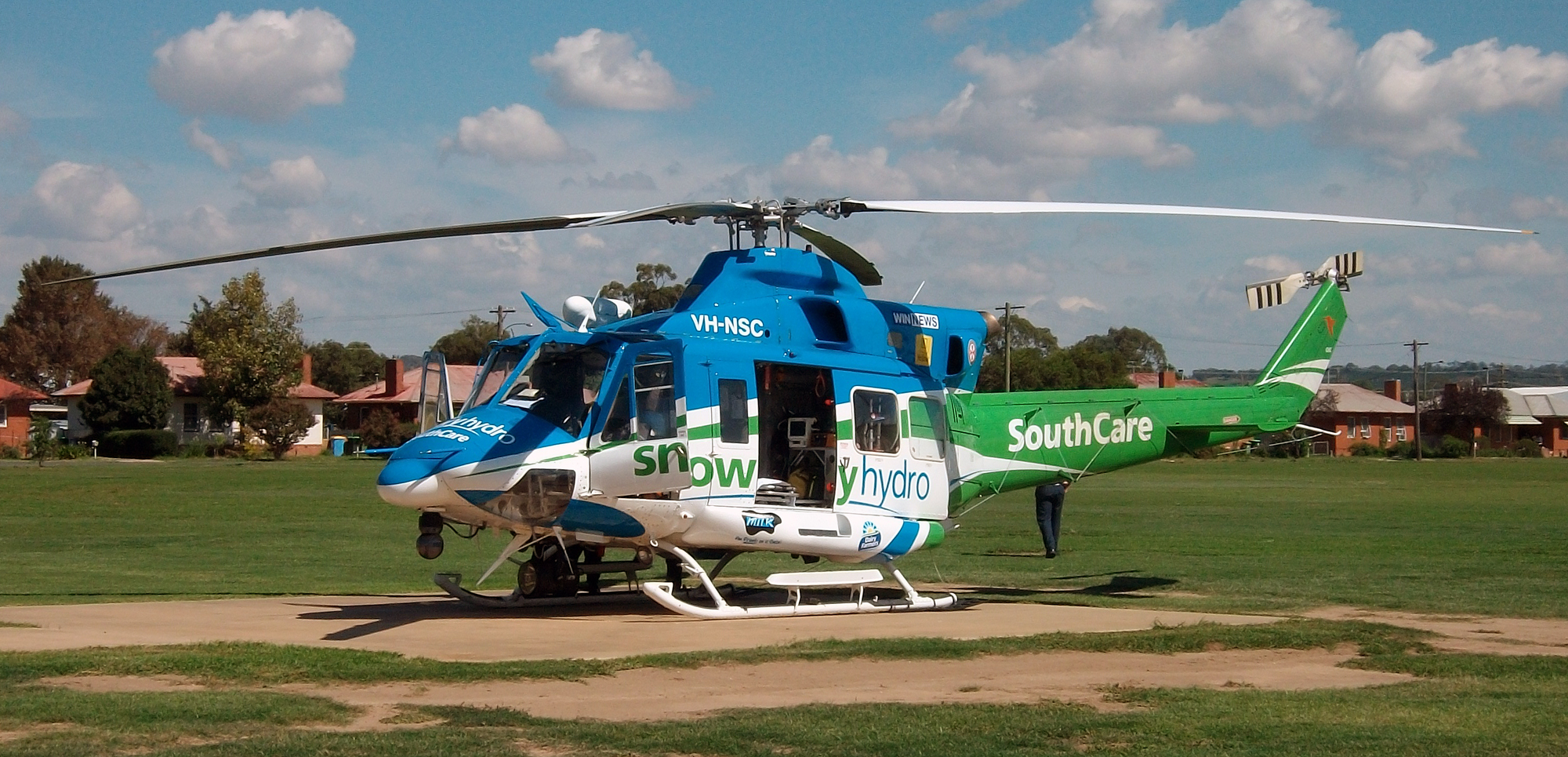
Hélicoptère Bell 412 Snowy Hydro SouthCare en Australie.

Dans certaines juridictions, le coût est une considération majeure et la présence d'ambulances aériennes spécialisées n'est tout simplement pas rentable. Dans ces cas, l'aéronef peut être exploité par un autre gouvernement et mis à la disposition des secours pour le service d'ambulance aérienne si nécessaire. Dans le sud de la Nouvelle-Galles du Sud, en Australie, l'hélicoptère faisant office d'ambulance aérienne est exploité par le service hydroélectrique local. Dans le cas du service des incendies du comté de Los Angeles, les hélicoptères sont des hélicoptères de lutte contre les incendies, également configurés en ambulances aériennes.
Parfois, l’ambulance aérienne peut être gérée par un autre organisme gouvernemental, par exemple, le Wiltshire Air Ambulance (en) assure des missions de secours mais aussi de police.
Dans d'autres cas, le personnel paramédical utilise l'appareil à plein temps, mais remplit une double fonction. Dans le cas de la police d’État du Maryland, par exemple, le personnel paramédical navigant est un soldat occupe le rôle d'observateur dans l'hélicoptère de police lorsque celui n’est pas en intervention médicale.

#### Rémunération à l'acte

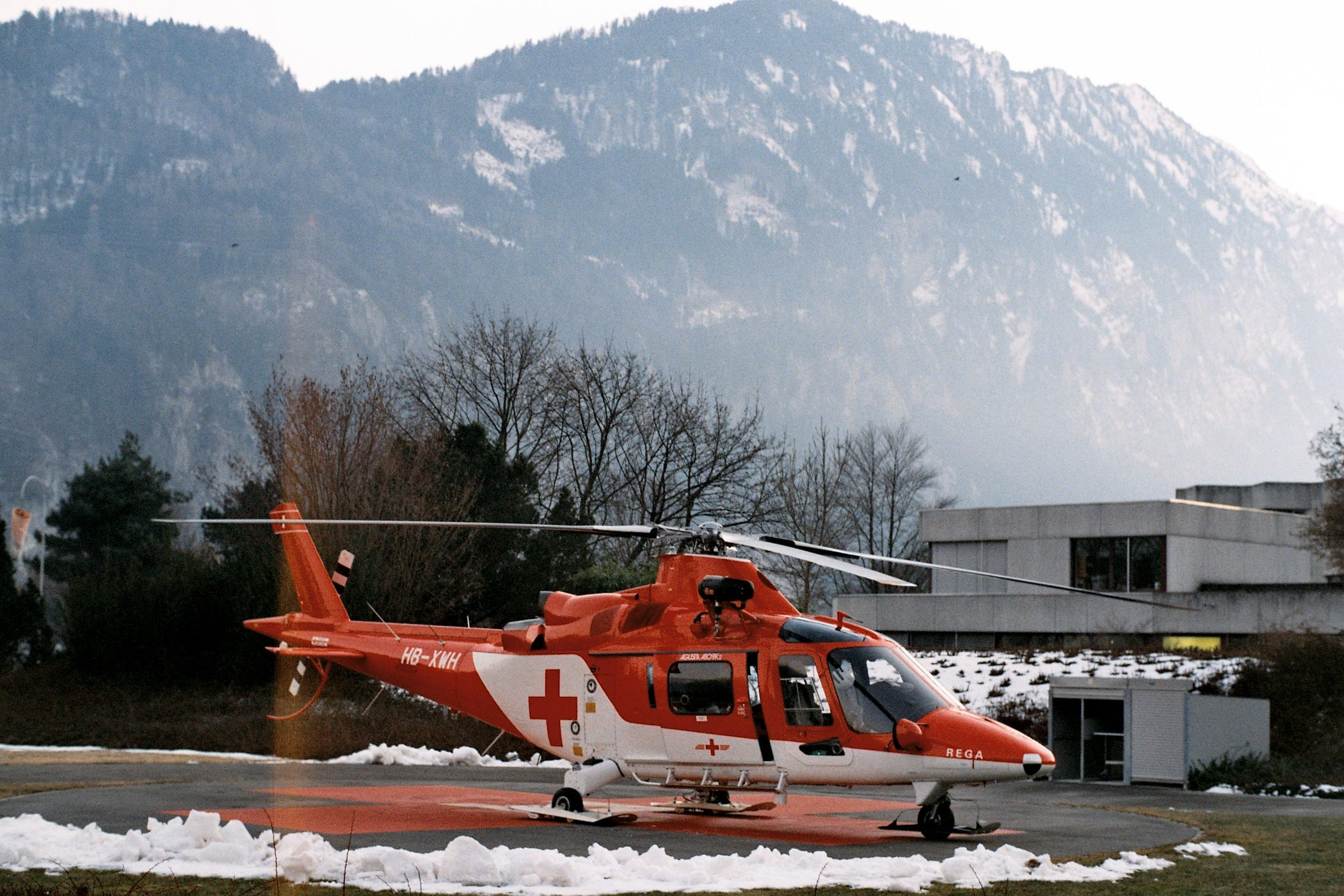
Hélicoptère suisse REGA, dont la rémunération est assurée à l'acte.

Dans de nombreux cas, les juridictions locales ne facturent pas le service d'ambulance aérienne, en particulier pour les appels d'urgence. Cependant, le coût des services d’ambulance aérienne est considérable et beaucoup, y compris les opérations gérées par le gouvernement, sont payants. Des organisations telles que des sociétés de location d'aéronefs, des hôpitaux et certains organismes de secours privés à but lucratif facturent généralement leurs services. Au sein de l’Union européenne, la quasi-totalité des services d’ambulance aérienne est payante, à l’exception des systèmes fonctionnant par abonnement privé. Les exploitants rémunérés à l'acte sont généralement responsables de leur propre organisation, mais doivent parfois respecter les exigences en matière d'octroi de licences du gouvernement. La Garde aérienne suisse de sauvetage est un exemple d'un tel service.

#### Prise en charge par une entreprise

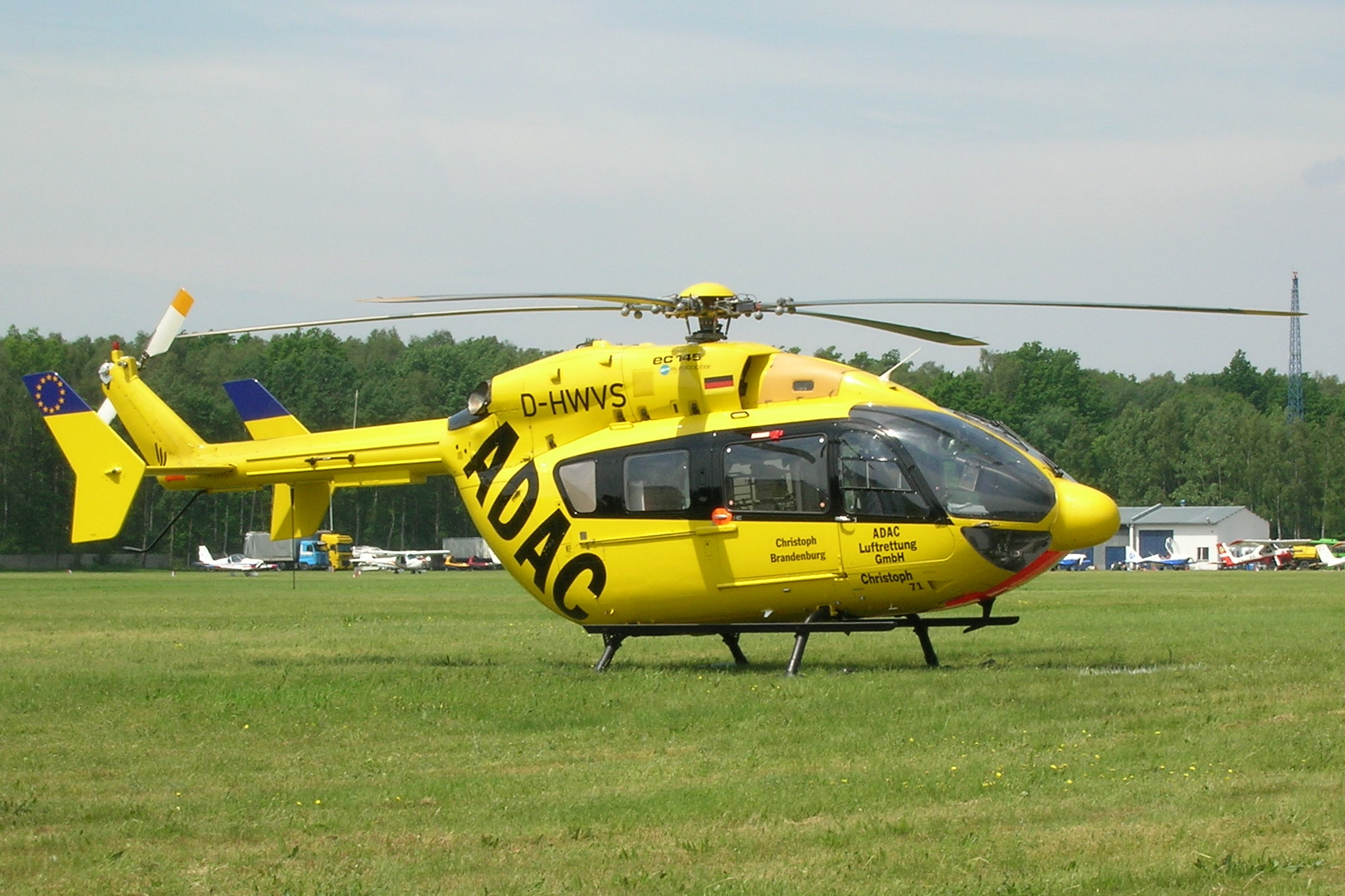
Club automobile allemand.

Dans certains cas, une entreprise locale ou même une multinationale peut choisir de financer un service d'ambulance aérienne local à titre de geste de bonne volonté ou de geste de relations publiques. De nombreux exemples existent en Union européenne où, à Londres, Virgin Corporation a fourni un service médical d'urgence par hélicoptère, et en Allemagne et aux Pays-Bas, un grand nombre des opérations d'ambulance aérienne "Christoph" sont actuellement financées par ADAC et DRF Luftrettung. En Australie et en Nouvelle-Zélande, de nombreux hélicoptères de secours sont parrainés par la Westpac Bank.
Dans la plupart des cas, même si le sponsor bénéficie d'une publicité en échange d'un financement, il adopte une approche «passive» des opérations quotidiennes, en faisant plutôt appel à des spécialistes en la matière.

#### Dons publics

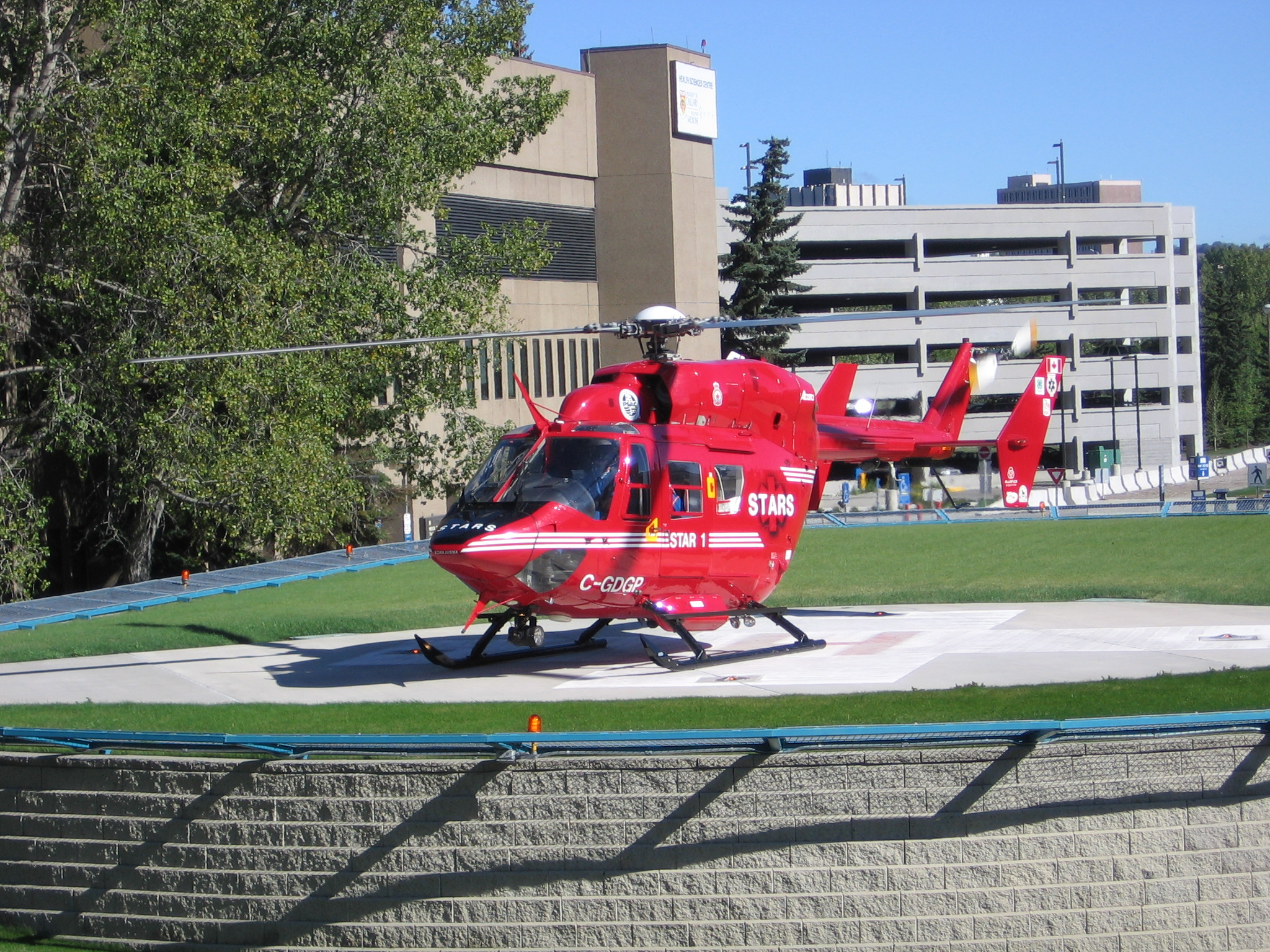
Dons publics.

Dans certains cas, les services d'ambulance aérienne peuvent être fournis au moyen d'une collecte de fonds, par opposition à un financement du gouvernement. Certains pays, tels que le Royaume-Uni, utilisent une combinaison de ces systèmes. En Écosse, le Parlement a voté en faveur d'un financement direct du service d'ambulance aérienne, par l'intermédiaire du Scottish Ambulance Service. En Angleterre et au pays de Galles, toutefois, le service est financé sur une base caritative par le biais d’un certain nombre d’organisations caritatives locales pour chaque région concernée.
L'Association des ambulances aériennes (AAA) a fait de grands progrès au Royaume-Uni. Cette organisation est largement reconnue pour avoir créé un climat politique qui a permis à l'industrie des hélicoptères et au National Health Service de reconnaître l'énorme contribution des organisations caritatives aux soins des traumatismes au Royaume-Uni.

#### Grandes capacités de transport
Un dernier domaine de distinction est le fonctionnement des grandes ambulances aériennes, généralement à voilure fixe. Dans le passé, la faible demande des civils pour un tel service limitait ces opérations à l'armée. Les organisations militaires capables de mener ce type d'opération spécialisée comprennent l'armée de l'air américaine,la Luftwaffe allemande et la Royal Air Force. Le Swedish National Air Medevac - SNAM est une exception à la règle militaire, dans la mesure où le système appartient à l’Agence suédoise Myndigheten för samhällsskydd och beredskap, et le Boeing 737 est fourni par Scandinavian Airlines. Chacun de ces services exploite un aéronef doté de médecins, d’infirmières et de techniciens, et peut assurer simultanément le transport sur de longues distances avec un soutien médical complet à des dizaines de patients.

Cependant, au cours des dernières années, le nombre d'exceptions à la règle "réservée aux militaires" s'est accru avec la nécessité de transporter rapidement les patients dans des établissements offrant des niveaux de soins supérieurs, ou de rapatrier des personnes. Les sociétés médicales aériennes utilisent des aéronefs à voilure fixe, grands et petits, configurés pour fournir les niveaux de soins que l’on peut trouver dans les centres de traumatologie aux personnes abonnées à leur propre assurance maladie ou à des régimes d’assurance voyage et de protection affiliés.

Grandes capacités de transport
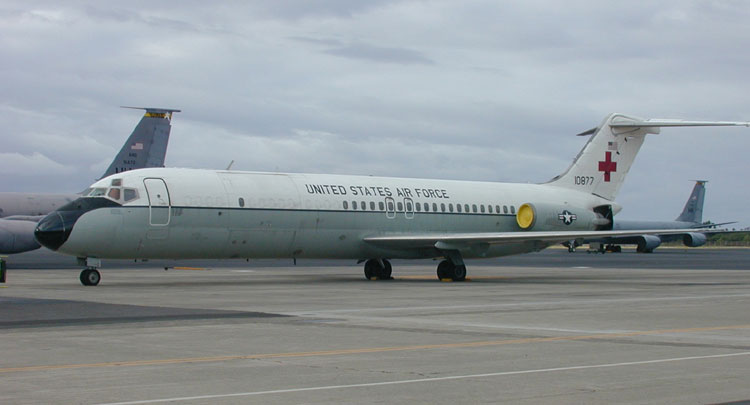
Ambulance aérienne McDonnell Douglas C-9 de la United States Air Force.
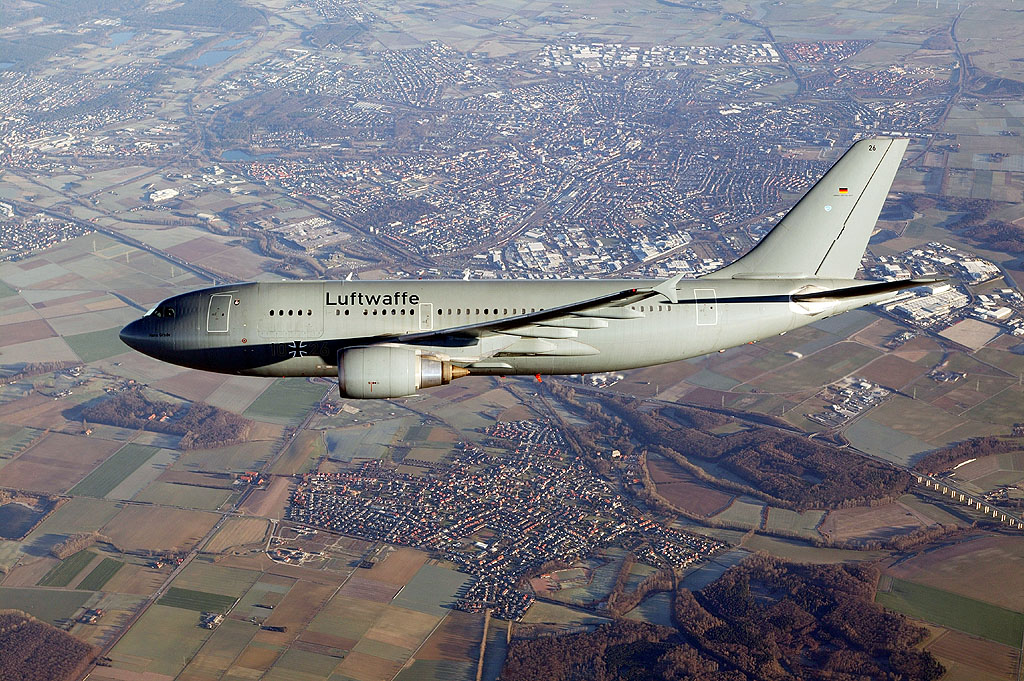
Airbus A310 de l'armée de l'air allemande.
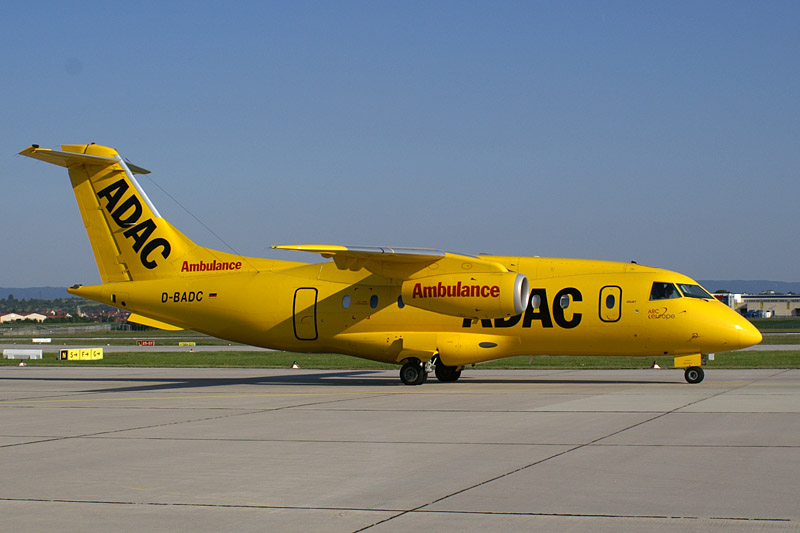
Fairchild Dornier 328JET du Club de l'automobile allemand.
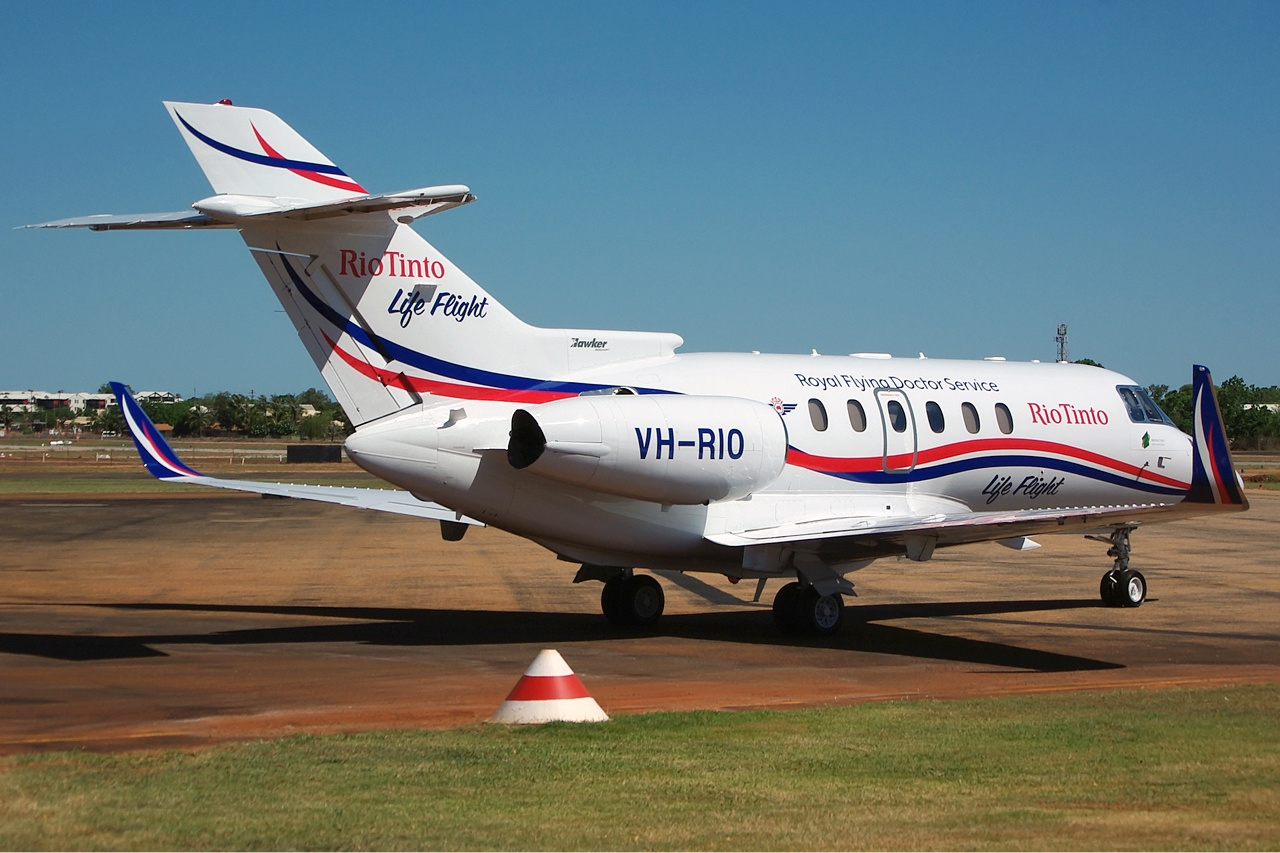
Hawker 800 du Royal Flying Doctor Service of Australia.
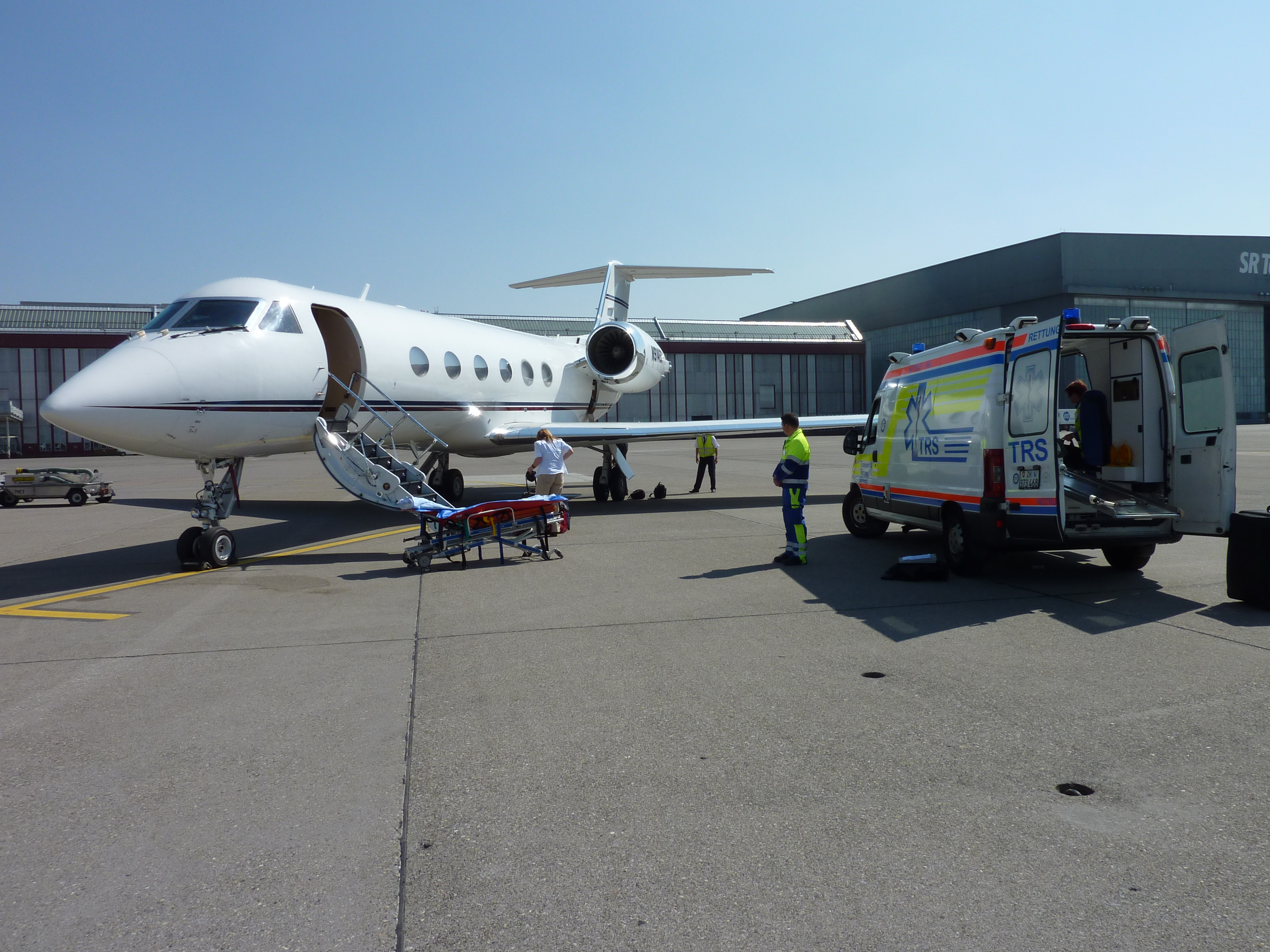
Gulfstream IV assurant la mission d'ambulance aérienne.

### Standards

#### Équipages
Dans la plupart des juridictions, les pilotes d’ambulance aérienne doivent avoir une grande expérience du pilotage de leurs aéronefs car les conditions de vol des ambulances aériennes sont souvent plus difficiles que les services de vols réguliers non urgents. Après une flambée des accidents d’ambulance aérienne aux États-Unis dans les années 1990, le gouvernement américain et la Commission des systèmes de transport médical aérien (CAMTS (en)) ont renforcé les exigences en matière d’accréditation et de vol des ambulances aériennes, en veillant à ce que tous les pilotes, le personnel et les aéronefs respectent des normes plus élevées que précédemment requises. L’accréditation CAMTS qui en résulte, qui ne s’applique qu’aux États-Unis, comprend l’obligation pour une entreprise d’ambulance aérienne de posséder et d’exploiter son propre appareil.
Bien que l'accréditation CAMTS soit en principe facultative, un certain nombre de juridictions gouvernementales exigent des entreprises fournissant des services de transport médical qu'elles détiennent une accréditation CAMTS pour pouvoir exercer leurs activités. Il s'agit d'une tendance à la hausse alors que les agences de services de santé des États traitent des problèmes liés à la sécurité des vols des services médicaux d'urgence (en). Quelques exemples sont les états du Colorado, du New Jersey, du Nouveau Mexique, de l'Utah, et de Washington. Selon le raisonnement utilisé pour justifier l'adoption par l'État de Washington des exigences en matière d'accréditation, exiger l'accréditation des services d'ambulance aérienne garantit que le service est conforme aux normes nationales de sécurité publique. L’accréditation est effectuée par des professionnels qualifiés pour déterminer la sécurité des ambulances aériennes. En outre, la conformité aux normes d’accréditation est vérifiée de manière continue par l’organisme d’accréditation. Les normes d’accréditation sont périodiquement révisées pour refléter l’environnement dynamique et changeant du transport médical, avec une contribution considérable de toutes les disciplines de la profession médicale.
Les autres États américains exigent soit l’accréditation CAMTS, soit un équivalent démontré, tel que Rhode Island, et le Texas, qui ont adopté les normes d'accréditation de CAMTS (sixième édition, octobre 2004). Au Texas, un opérateur qui ne souhaite pas devenir accrédité CAMTS doit se soumettre à une enquête équivalente réalisée par des auditeurs d’État formés pour travailler avec CAMTS,. La Virginie et l’Oklahoma ont également adopté les normes d’accréditation du CAMTS en tant que normes d’octroi de licences. Bien que l’intention initiale de CAMTS soit de fournir une norme américaine, des services d’ambulance aérienne de plusieurs autres pays, dont trois au Canada et un en Afrique du Sud, se sont volontairement soumis à l’accréditation du CAMTS.

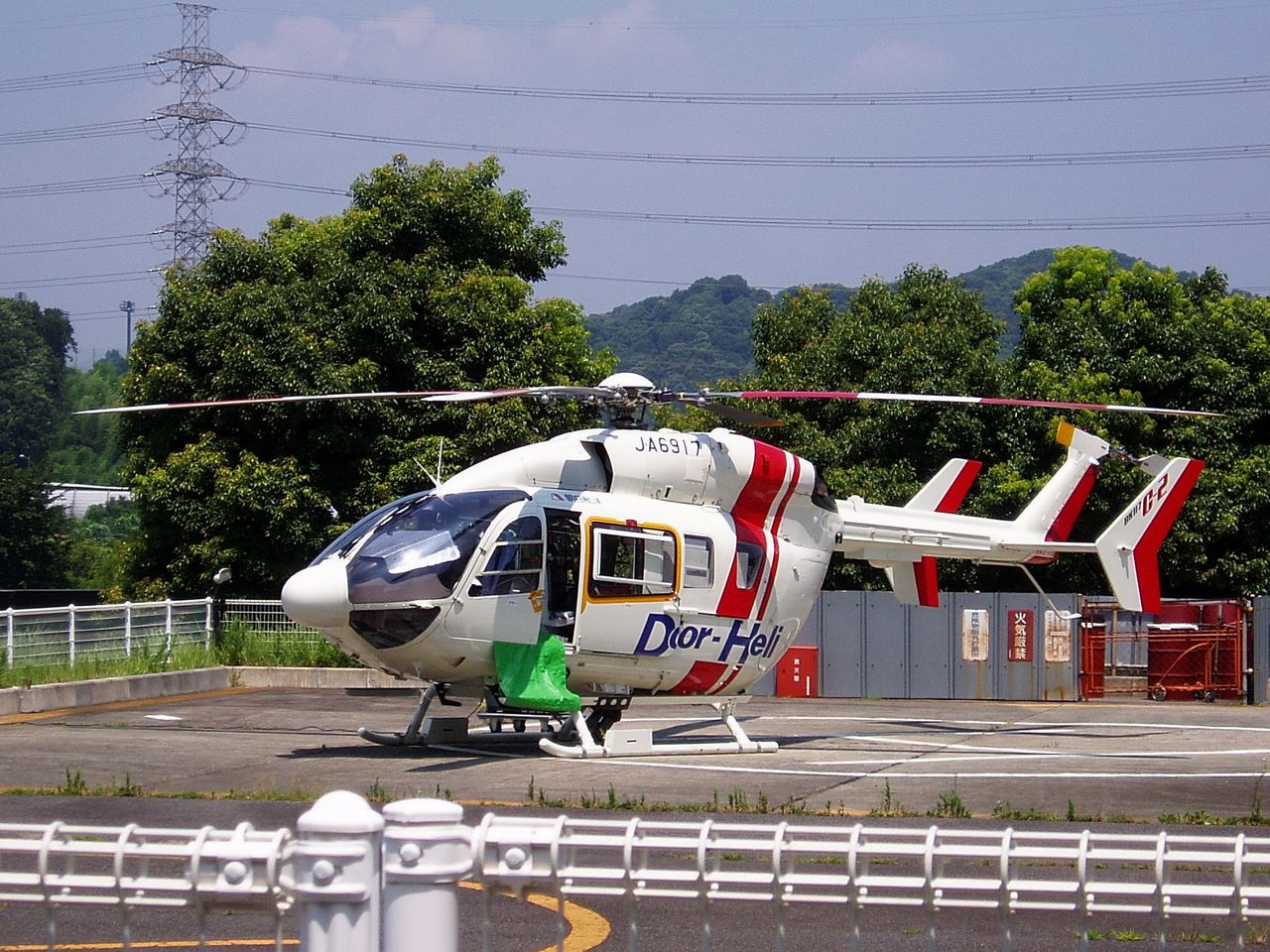
Hélicoptère japonais.

#### Contrôle médical
La nature de l'opération aérienne détermine souvent le type de contrôle médical requis. Dans la plupart des cas, les ambulanciers navigants sont beaucoup plus qualifiés que les ambulanciers paramédicaux habituels. Un contrôle médical leur permet donc d'exercer davantage de latitude décisionnelle en matière médicale. Les compétences en matière d’évaluation ont tendance à être considérablement supérieures et, en particulier pour les transferts entre installations, permettant d’inclure des fonctions telles que la lecture de radios et l’interprétation des résultats de laboratoire. Cela permet la planification, la consultation des médecins superviseurs et l’émission d’ordonnances d’urgence si elles sont nécessaires pendant le vol. Certaines opérations d’ambulance aérienne ont des médecins sur place avec des antécédents pertinents (par exemple, médecine d’urgence); d'autres ont des médecins qui ne sont disponibles que par télécommunication. Pour les systèmes fonctionnant sur le modèle franco-allemand, le médecin est presque toujours physiquement présent.

#### Équipements et intérieurs
La plupart des aéronefs utilisés comme ambulances aériennes, à l’exception des avions nolisés et de certains aéronefs militaires, sont équipés pour maintenir en vie les patients, et leur intérieur reflète ce fait. Les problèmes rencontrés dans la plupart des opérations d’ambulance aérienne, en particulier celles impliquant des hélicoptères, sont les niveaux de bruit ambiant élevés et les espaces de travail limités, qui créent tous deux des problèmes importants pour la fourniture de soins continus. Bien que l'équipement soit généralement de haut niveau et très commodément groupé, il peut ne pas être possible d'effectuer certaines procédures d'évaluation, telles que l'auscultation thoracique, en vol. Des problèmes supplémentaires se posent en ce qui concerne la pressurisation de l'aéronef. Tous les aéronefs utilisés comme ambulances aériennes dans toutes les juridictions ne disposent pas de cabines pressurisées, et celles qui le sont généralement ont tendance à être pressurisées à une altitude de 10 000 pieds seulement. Ces changements de pression nécessitent des connaissances approfondies de la part du personnel navigant en ce qui concerne les spécificités de la médecine aéronautique, notamment les modifications de la physiologie et du comportement des gaz.
Il existe une grande variété de marques d'hélicoptères qui sont utilisées pour les modèles civils. Les types couramment utilisés sont les modèles Bell 206, 407 et 429, Eurocopter AS350, BK117, EC130, EC135, EC145, Agusta Westland 109 & 149 et Sikorsky S-76. Les types d'aéronefs à voilure fixe comprennent généralement les Learjet 35, Learjet 36, Learjet 31, King Air 90, King Air 200, Pilatus PC-12 et Piper Cheyenne. En raison de la configuration de l’équipe médicale et des compartiments patients, ces avions sont normalement configurés pour transporter un seul patient, mais certains peuvent être configurés pour transporter deux patients si nécessaire. De plus, les hélicoptères ont des conditions météorologiques minimales plus strictes et ne volent généralement pas à des altitudes supérieures à 10 000 pieds.

Equipement et intérieurs
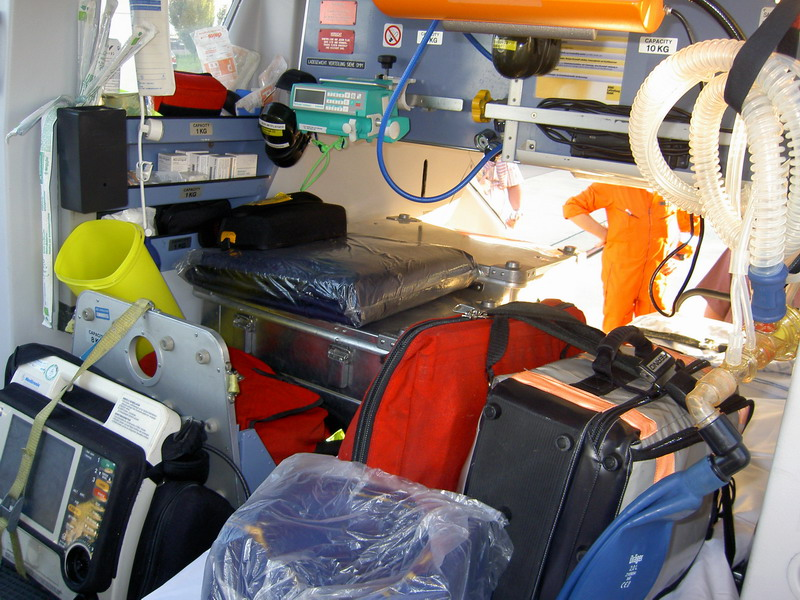
Intérieur d'hélicoptère typique.
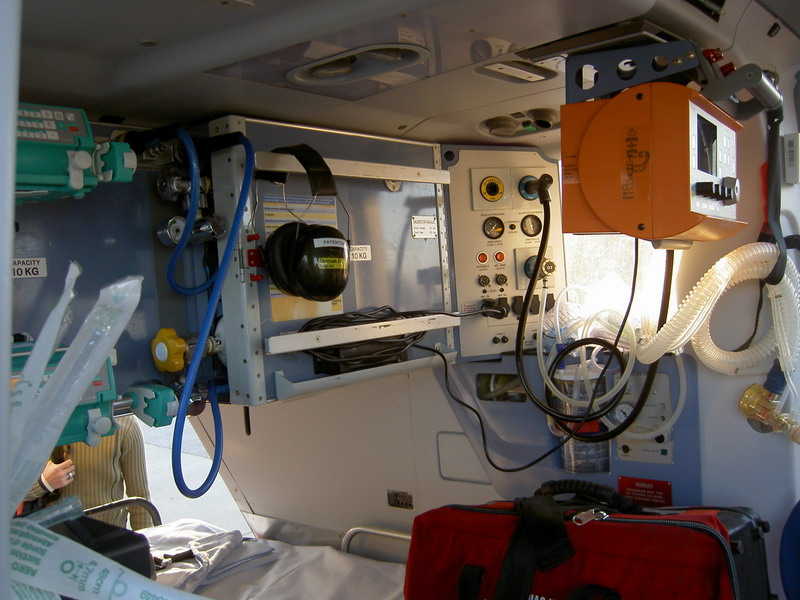
Intérieur d'hélicoptère typique.
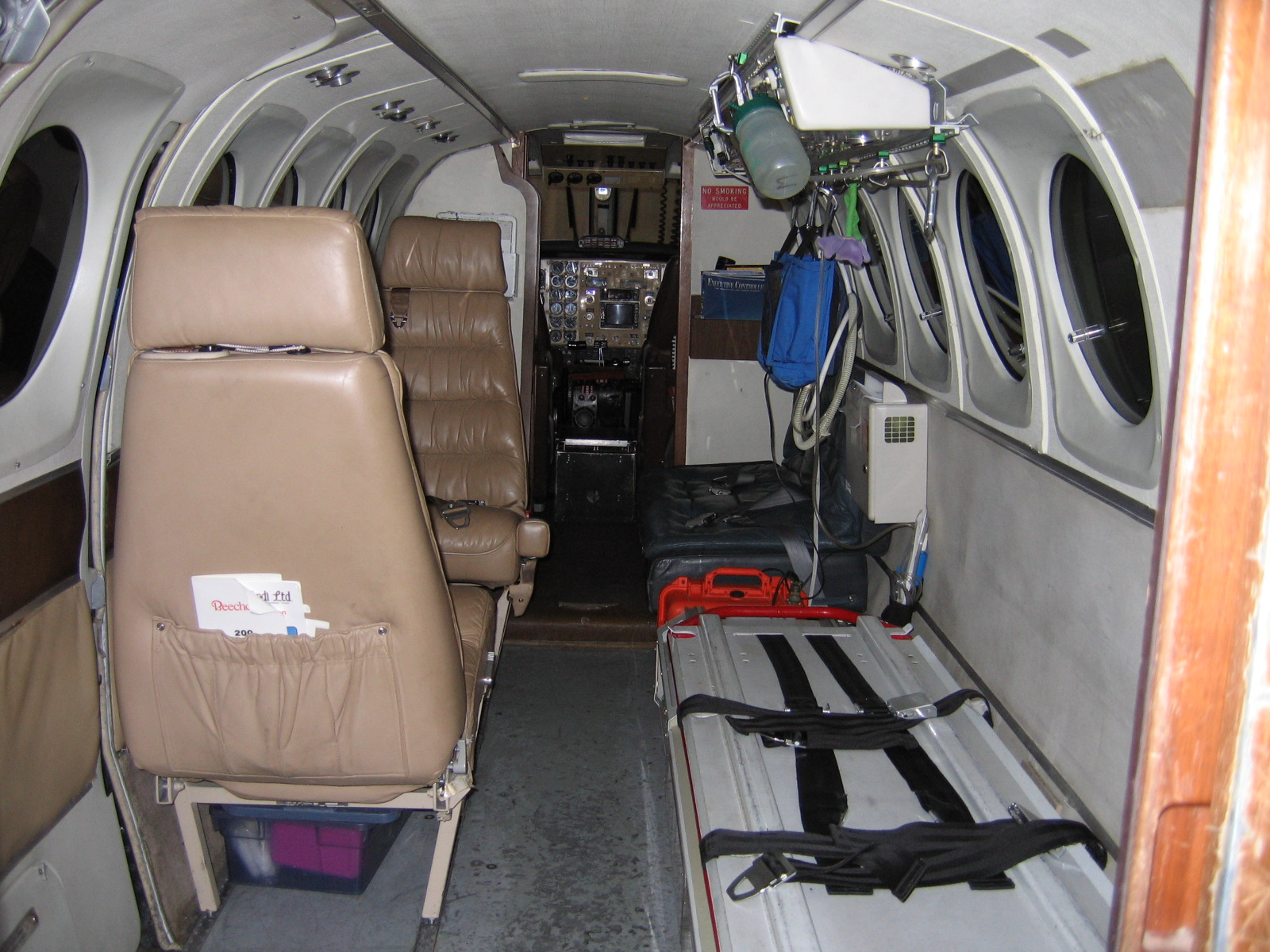
Intérieur d'appareil à voilure fixe.
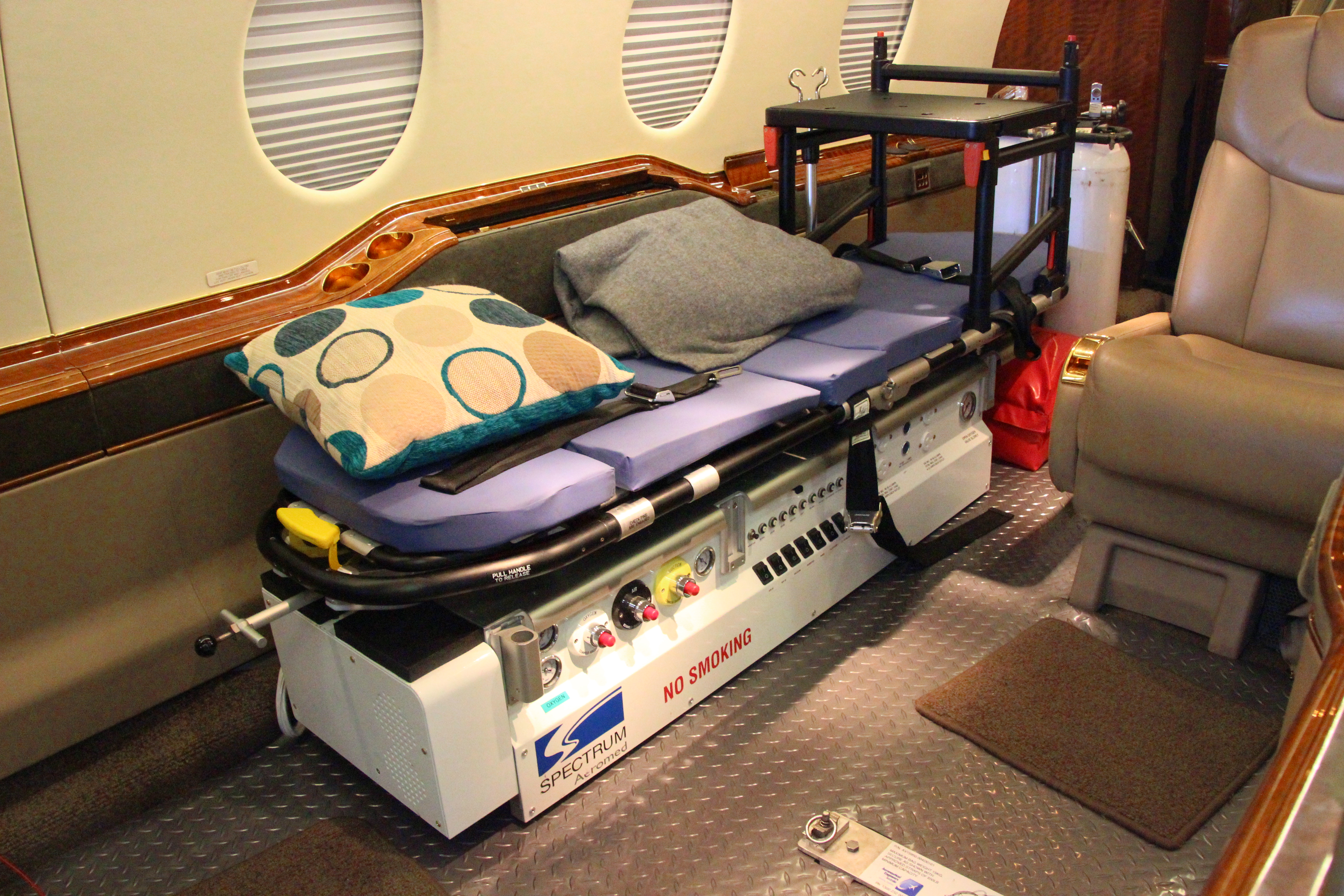
Intérieur d'appareil à voilure fixe.

#### Défis
À partir des années 1990, le nombre de crashs d’ambulances aériennes aux États-Unis, impliquant principalement des hélicoptères, a commencé à augmenter. En 2005, ce nombre avait atteint un record. Les taux d'accident de 2000 à 2005 ont plus que doublé par rapport aux cinq années précédentes. Dans une certaine mesure, ces chiffres avaient été jugés acceptables, car il était entendu que la nature même des opérations d'ambulance aérienne impliquait que, du fait d'une vie en jeu, les ambulances aériennes opéraient souvent à la limite de leurs limites de sécurité lors de missions dans des conditions où aucun autre pilote civil ne volerait. En 2006, le National Transportation Safety Board (NTSB) des États-Unis a conclu que de nombreux accidents d’ambulances aériennes pouvaient être évités, aboutissant éventuellement à l’amélioration des normes gouvernementales et de l’accréditation du CAMTS (en).

#### Rentabilité
Bien que certaines ambulances aériennes disposent de méthodes de financement efficaces, au Royaume-Uni, elles restent presque entièrement financées par des œuvres caritatives.

## Personnel
Le personnel médical d'une ambulance aérienne a toujours été constitué d'un couple médecin/infirmier, ou bien personnel paramédical/infirmier ou encore infirmier/infirmier. Le nombre d'associations médecin/infirmier a diminué avec la multiplication des protocoles et des applications factuelles des soins dispensés par les infirmiers et autres cliniciens.

### Médecin urgentiste
Les critères pour travailler en tant que médecin dans les services aéromédicaux dépendent de la juridiction. En Australie, où la médecine aéromédicale est un domaine médical bien établi, les médecins doivent être expérimentés dans une spécialité de soins critiques (anesthésie, médecine d’urgence, médecine de soins intensifs) en tant que spécialistes pleinement qualifiés; ou alors être des médecins généralistes possédant une vaste expérience des soins critiques et de l'obstétrique.

### Ambulancier navigant
Ambulancier agréé possédant une formation supplémentaire d'ambulancier paramédical navigant certifié (FP-C). L’ambulancier paramédical navigant est généralement hautement qualifié et possède au moins cinq ans d’expérience clinique autonome dans des environnements de grande acuité, qu’il s’agisse de la médecine d’urgence ou du transport en soins critiques. Les ambulanciers paramédicaux navigants peuvent être certifiés FP-C ou CCEMT-P.

### Infirmier Convoyeur / Convoyeur de l'air (flight nurse)
Infirmier spécialisé dans le transport de patients en milieu aéronautique. Le convoyeur est membre d’une équipe d’évacuation aéromédicale sur hélicoptères ou avions, qui assure la gestion en vol et les soins de tous les types de patients. D'autres responsabilités peuvent également inclure la planification et la préparation de missions d'évacuation aéromédicale et la préparation d'un plan de soins pour les patients afin de faciliter les soins, le confort et la sécurité des patients. Les convoyeurs peuvent obtenir un certificat d’infirmier d’urgence (CEN), d’infirmier de bord (CFRN) ou de Critical Care (CCRN).

#### Infirmier navigant civil
Les infirmières navigants civils peuvent travailler pour des hôpitaux, des administrations fédérales, d'États et locales, des entreprises privées d’évacuation sanitaire, des services d’incendie et d’autres organismes. Leur formation et leur orientation médicale leur permettent de fonctionner avec un champ de pratique plus large et une plus grande autonomie que beaucoup d’autres infirmiers. Certains États exigent que les infirmiers navigants détiennent également une accréditation d’ambulancier paramédical ou EMT pour réagir aux scènes préhospitalières.

#### Infirmier navigant militaire
L’infirmier navigant militaire joue le rôle de membre de l’équipage d’évacuation aéromédicale sur les vols continentaux des États-Unis (CONUS), intrathéâtre et interthéâtre — assurant la gestion en vol des soins infirmiers pour tous les types de patients. Les autres responsabilités comprennent la planification et la préparation des missions d'évacuation aéromédicale et la préparation d'un plan de positionnement du patient pour faciliter les soins, le confort et la sécurité du patient.
Les infirmiers navigants évaluent les besoins de chaque patient en vol et demandent les médicaments, fournitures et équipements appropriés, en fournissant des soins infirmiers continus jusqu'à l'établissement de destination.

### Inhalothérapeute
Un inhalothérapeute hautement qualifié est généralement utilisé dans les situations de transport sur de longues distances.

## Associations et organisations
- Aerospace Medical Association (en) — un groupe de coordination offrant un forum permettant à de nombreuses disciplines différentes de se réunir et de partager leur expertise au profit de toutes les personnes impliquées dans les transports aériens et spatiaux[46].
- Association of Air Medical Services - une association professionnelle à but non lucratif qui représente et défend les intérêts des membres afin d'améliorer leur capacité à fournir des soins médicaux et un transport médical de qualité, sûr et efficace à chaque patient dans le besoin[47].

## Organisations médicales
- BCAS - British Columbia Ambulance Service (en)
- HAI - Helicopter Association International (en)
- IAFCCP - International Association of Flight & Critical Care Paramedics (anciennement NFPA)
- RFDS - Royal Flying Doctor Service
- HeliSMUR